# Historia de Marruecos
La historia de Marruecos se remonta a la época de la cultura capsiense, entre el 10 000 a. C. y el 6000 a. C., en un momento en que el Magreb era menos árido que en la actualidad. La lengua bereber al mismo tiempo que la agricultura, fue adoptada por la población ya asentada allí. El análisis del ADN da como resultado que varias poblaciones han contribuido a la mezcla de genes de los marroquíes, incluyendo, además de los grupos étnicos principales, bereberes y árabes, a fenicios, judíos sefardíes, y africanos subsaharianos.[cita requerida]

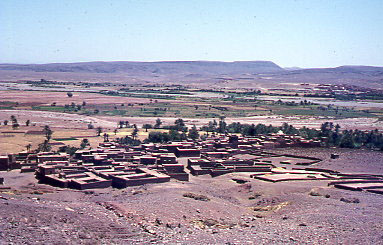
Típico pueblo del sur del Atlas.

La evidencia arqueológica demuestra que la región ya estuvo habitada por homínidos desde hace cuatrocientos mil años. La historia escrita de la zona comienza con los asentamientos fenicios en la zona de la costa mediterránea en los siglos VIII y VI a. C., aunque ya estuvo habitada por los bereberes unos dos mil años antes. En el siglo V a. C., los dominios de la ciudad estado de Cartago se extendieron por las costas de África del Norte. Permanecieron allí hasta finales del siglo III a. C. pero más tarde el territorio fue gobernado por monarcas nativos. Los reyes bereberes gobernaron Mauritania desde el siglo III a. C. hasta el año 40, cuando el reino fue anexado al Imperio romano. Los vándalos invadieron la zona en el siglo V, antes de ser recuperada por el Imperio bizantino en el siglo VI.
La región fue conquistada por los musulmanes a principios del siglo VIII, pero se separó del Califato Omeya después de la revuelta bereber del 740. Medio siglo después, la dinastía idrisí se estableció. La dinastía saadí gobernó la región desde 1549 a 1659, seguida por la dinastía alauí desde 1667 en adelante, y han estado gobernando la región desde entonces. Del siglo XV al XVII existieron en la costa Plazas Fuertes portuguesas y españolas.
En 1912 Marruecos se quedó administrado en forma de protectorado francés y protectorado español por el Tratado de Fez para resolver las tensiones entre las potencias europeas puestas de manifiesto en la primera Crisis Marroquí y la Crisis de Agadir.
En 1956, tras cuarenta y cuatro años de gobierno francés y español, Marruecos obtuvo su independencia. En este periodo se produjo la mayor emigración desde Marruecos, especialmente a Francia. En 1975 la Marcha Verde invadió el Sahara español, iniciándose la guerra del Sahara Occidental contra el Frente Polisario, un largo conflicto bélico y político con repercusión internacional, que resultó en la liberación de una parte del territorio por parte de la RASD y un alto al fuego para la celebración de un referéndum de autodeterminación  en 1991. Cosa que nunca se llevó a cabo. 
Desde finales del siglo XX Marruecos tiene una notable dependencia económica de la Unión Europea, y sus principales socios comerciales son España y Francia, donde reside una gran población emigrante, siendo Marruecos el tercer receptor de remesas de África. Actualmente[¿cuándo?] en lo económico es la quinta economía de África y cuenta con turismo, destacando Marrakech, agricultura, que es el sector que más empleo genera, minería y el sector de la automoción. En lo social hay grandes desigualdades, un lento progreso y limitaciones en derechos civiles como la libertad de expresión o los derechos de mujeres u homosexuales.

## Prehistoria de Marruecos

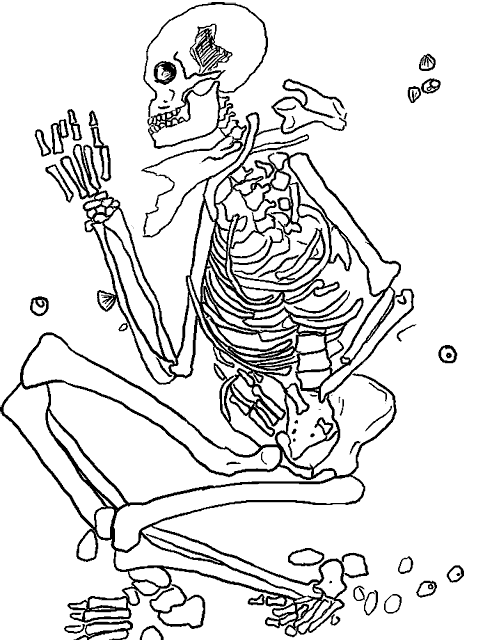
Representación de una inhumación procedente de la Cultura Capsiense, del Magreb neolítico.

Excavaciones arqueológicas han demostrado la presencia de especies humanas anteriores al Homo sapiens en Marruecos. Los restos fosilizados de un homínido primitivo de cuatrocientos mil años fueron descubiertos en Salé en 1971. Se encontraron restos de Homo sapiens en el yacimiento de Jebel Irhoud en 1991, estos fueron datados de hace trescientos mil años usando técnicas modernas en el 2017, siendo los restos más antiguos de Homo sapiens encontrados hasta ahora. En 2007 se encontraron pequeños adornos hechos con conchas marinas perforadas en Taforalt que datan de hace ochenta y dos mil años, siendo esta la evidencia más antigua de adornos personales jamás encontrados.
Durante el mesolítico, entre veinte mil y cinco mil años atrás, la geografía de Marruecos se parecía más a una sabana que al paisaje árido de hoy en día. Mientras que se sabe poco acerca de asentamientos marroquíes del Mesolítico, excavaciones por todo el Magreb sugieren que la región estuvo densamente poblada por gamos y recubierta por bosques que pudieron favorecer a los cazadores-recolectores llegados a la zona, como los de la cultura capsiense.
Las regiones costeras del actual Marruecos compartieron una cultura neolítica común al resto del litoral mediterráneo: la capsiense. Los restos arqueológicos corroboran la domesticación del ganado y el cultivo de diversas plantas durante ese período. Hace ocho mil años, al sur del Atlas se extendía una sabana en la que prosperó una cultura de cazadores y pastores hasta que la región comenzó a desecarse como resultado de los cambios climáticos a partir del 4000 a. C.

## Edad Antigua

### Colonización fenicia y púnica (siglosVIIIa.C. -IIa. C)

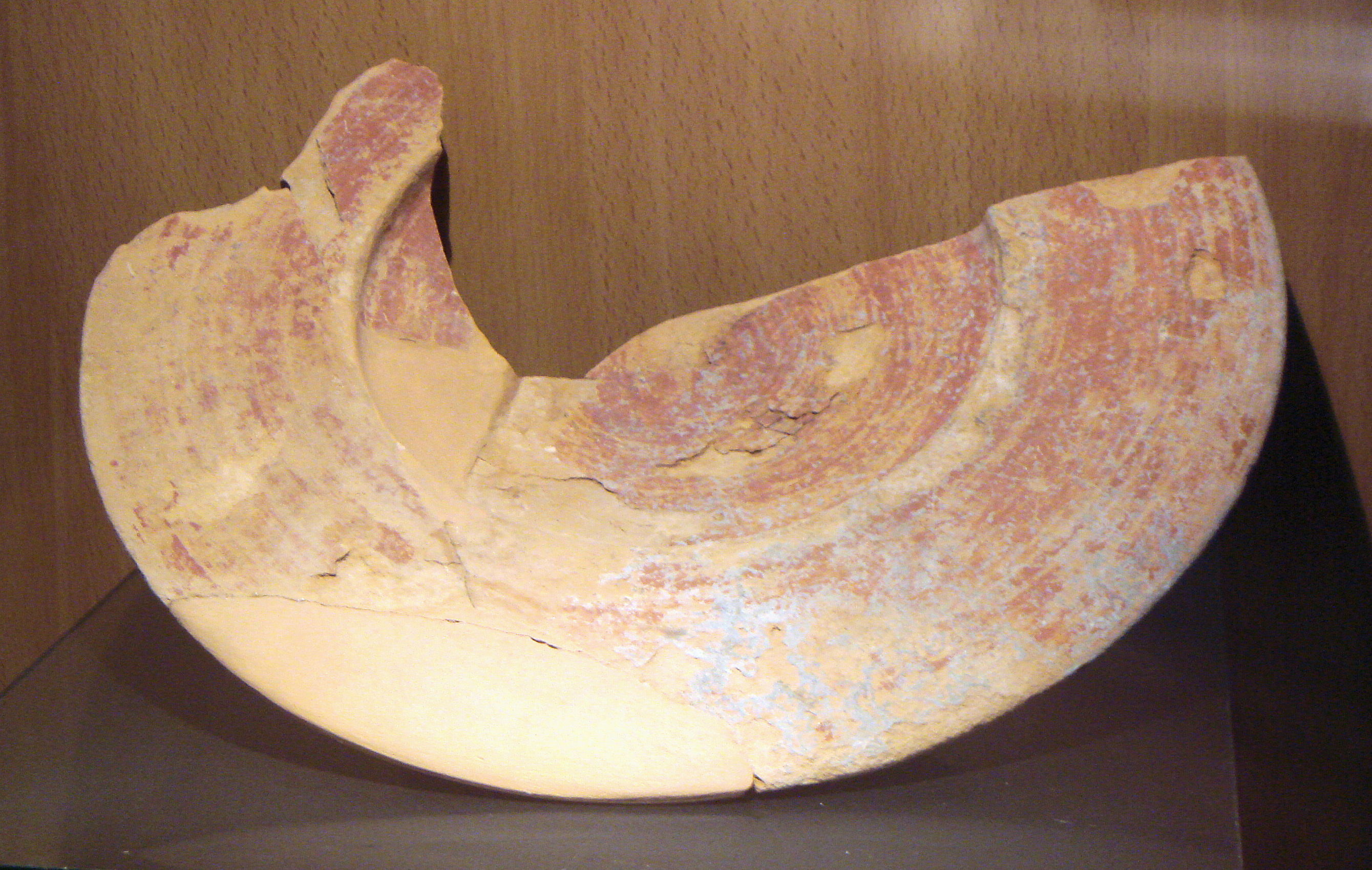
Vajilla fenicia de cerámica roja, datada del procedente de la isla de Mogador. Museo Sidi Mohammed ben Abdallah (Esauira)

La colonización fenicia tuvo una gran influencia desde el siglo VIII a. C. cuyos testimonios más representativos se encuentran en los yacimientos de Banasa (provincia de Sidi Kacem) y Lixus. Los comerciantes fenicios penetraron en el Mediterráneo occidental antes del siglo VIII a. C. y más tarde establecieron depósitos de sal y de minerales, construyeron puertos comerciales por toda la costa y la ribera de los territorios que hoy corresponden a Marruecos. Los mayores vestigios fenicios de la región son la necrópolis de Chellah, Lixus y Mogador. Tánger (Tingis) es una población de fundación fenicia de datación imprecisa y Mogador es conocida por ser una colonia fenicia desde principios del siglo VI a. C. Los fenicios también mantuvieron contactos comerciales con las poblaciones locales asentadas en la región, como en el caso del asentamiento de cabañas de Kach Kouch. Este último yacimiento fue ocupado por una comunidad local que mantuvo relaciones comerciales con los fenicios en torno al siglo VII a. C.

Exploraciones fenicias

A partir del siglo V a. C., los cartagineses había extendido su hegemonía por el norte de África y tomaron el control de las colonias en Marruecos fundadas en época fenicia. Además esta época cabe señalar el yacimiento arqueológico púnico de Tamuda. Hacia el siglo II a. C., emergieron algunos reinos bereberes, que crecieron y se desarrollaron con una cierta autonomía. Cartago mantuvo relaciones comerciales con estos reinos bereberes del interior, y les pagaron un tributo anual para asegurar su cooperación en la explotación de materias primas.[cita requerida] Después de la caída de Cartago (149 a. C.) por la conquista de la República de Roma, el área norte de Marruecos fuera anexionada al Imperio romano en el año 40 a. C.

### Reino de Mauritania (sigloIVa.C.- 40)

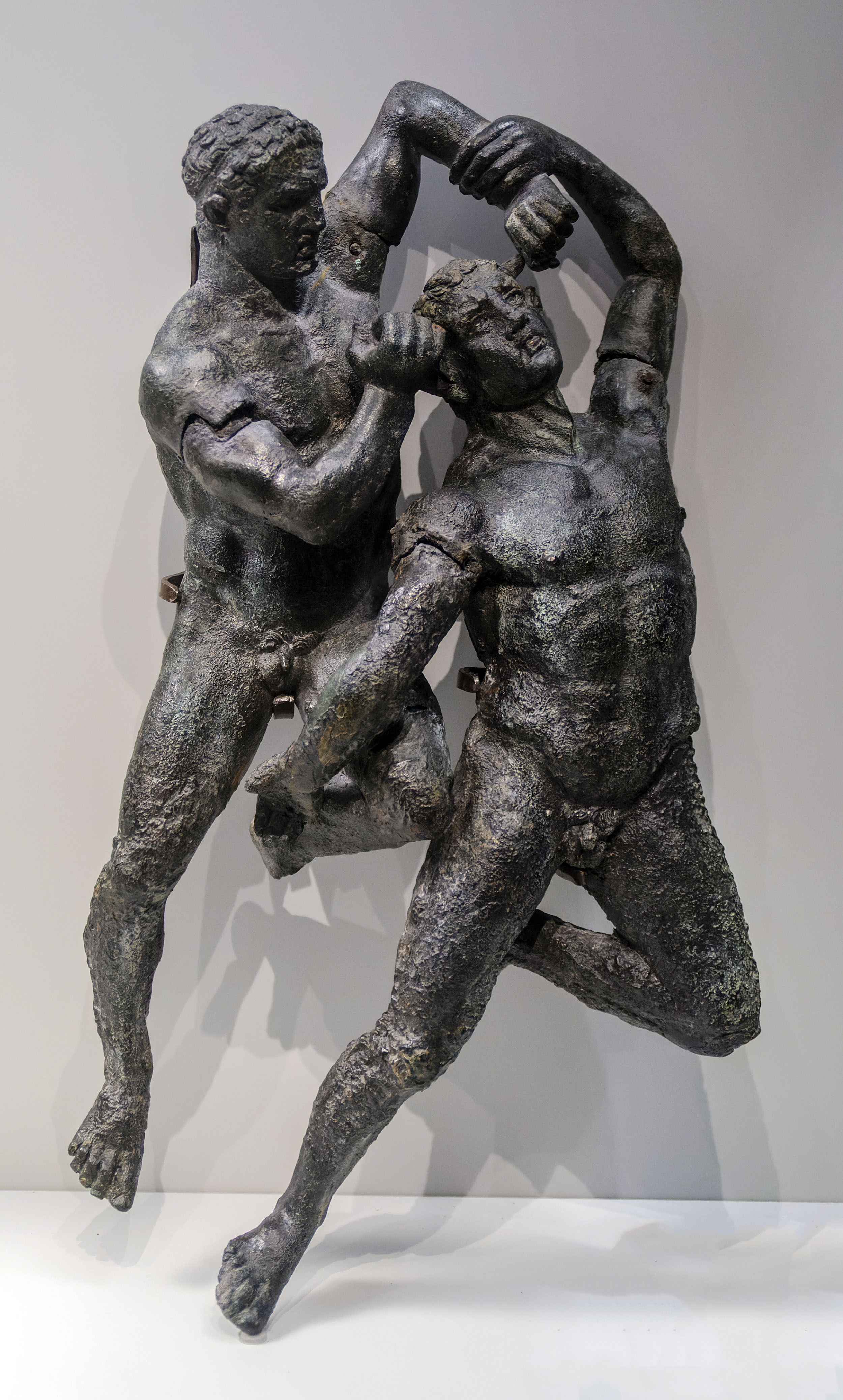
Reino de Mauritania: figuras en bronce de Teseo y el Minotauro, ó (Lixus). Museo Arqueológico de Rabat.

Mauritania fue un reino tribal bereber independiente ubicado en la costa mediterránea del Norte de África. Su rey conocido más antiguo fue Boco I, que reinó desde el 110 a. C. al 81 a. C. Lo primero que se conoce por fuentes escritas es la existencia de asentamientos fenicios y cartagineses como Lixus y Chellah. El rey bereber dominó territorios tierra adentro, eclipsando las avanzadas cartaginesas y romanas, a veces como satélites, permitiendo así la existencia de dominio romano. Mauritania se convirtió en estado cliente de Roma en el 33 a. C.

### Mauritania Tingitana (42-sigloVII)

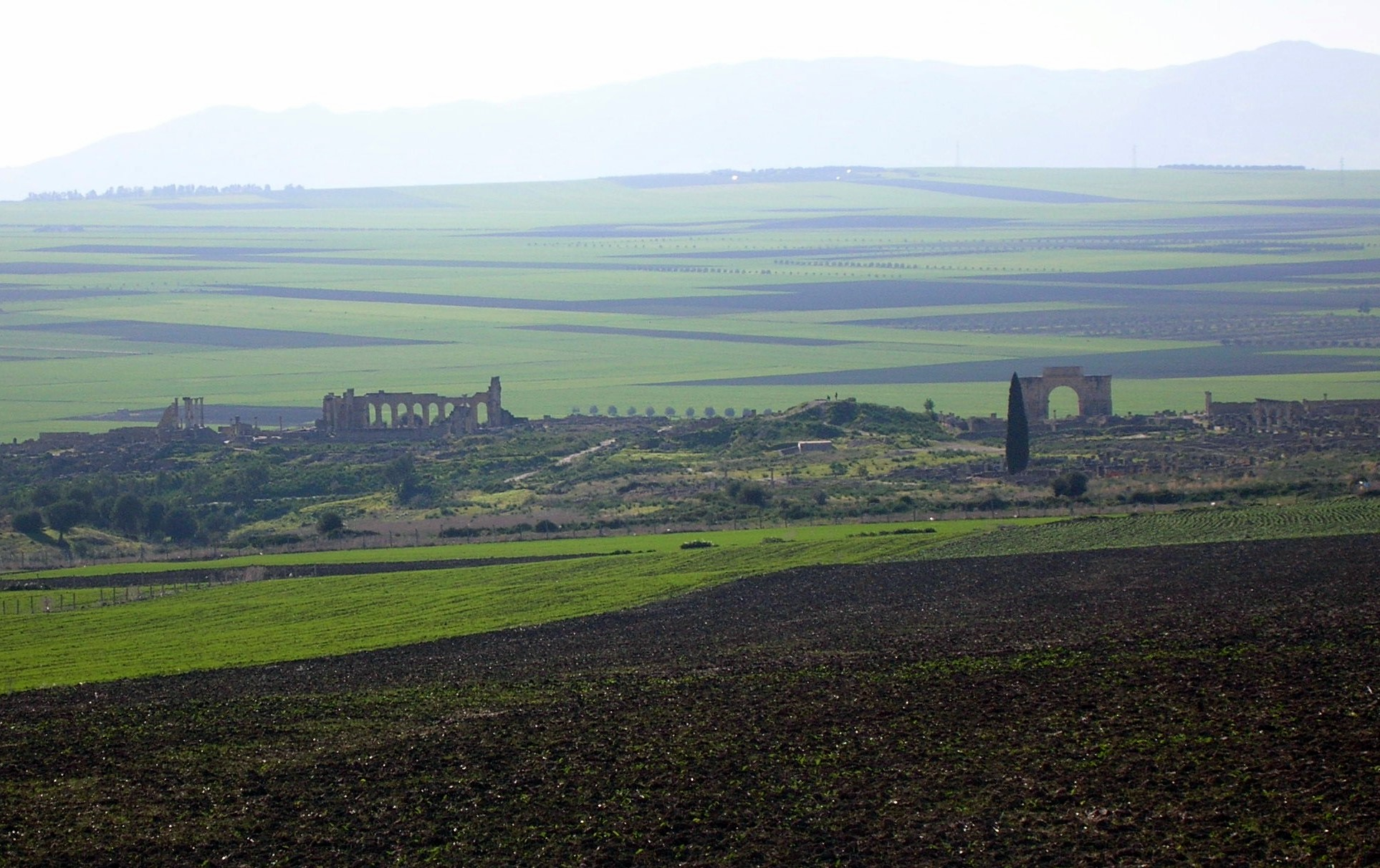
Sitio arqueológico de la ciudad romana de Volubilis. Patrimonio de la Humanidad de la Unesco (1987).

La incorporación de Mauritana como provincia del Imperio Romano tuvo lugar después de que el emperador Calígula ejecutara a Ptolomeo de Mauritania en el año 40.
Roma controló el vasto y mal definido territorio, más a través de alianzas con tribus que con ocupación militar, expandiendo su autoridad únicamente a esas áreas, que fueron económicamente útiles y pudieron ser defendidas sin fuerzas adicionales. Por lo tanto, la administración romana nunca se extendió fuera del área restringida de la planicie costera del norte y los valles. Esta estratégica región formó parte del Imperio Romano, con el nombre de Mauretania Tingitana, con la ciudad de Voubilis como su capital. Los indígenas mauritanos fueron frecuentemente reclutados en la caballería, como auxiliares de las legiones romanas.
Durante los tiempos del emperador Augusto, Mauritania fue un estado vasallo, y sus gobernantes, como Juba II, controlaron todas las áreas al sur de Volubilis. Pero el control efectivo de los legionarios romanos llegó hasta el área de Sala Colonia. Algunos historiadores creen que la frontera romana se encontraba en la ciudad actual de Casablanca, conocida entonces como Anfa, que fue construida por los romanos como puerto.

Durante el reinado de Juba II, Augusto fundó tres colonias, con ciudadanos romanos, en Mauritania cerca de la costa atlántica: Iulia Constantia Zilil, Iulia Valentia Banasa, e Iulia Campestris Babba. Creó quizá unas doce colonias en total en la región. Durante ese periodo, el área controlada por Roma experimentó un significativo desarrollo comercial, impulsado por la construcción de caminos. Alrededor del 278 d. C., los romanos fijaron la capital regional en Tánger, y Volubilis comenzó a perder importancia.

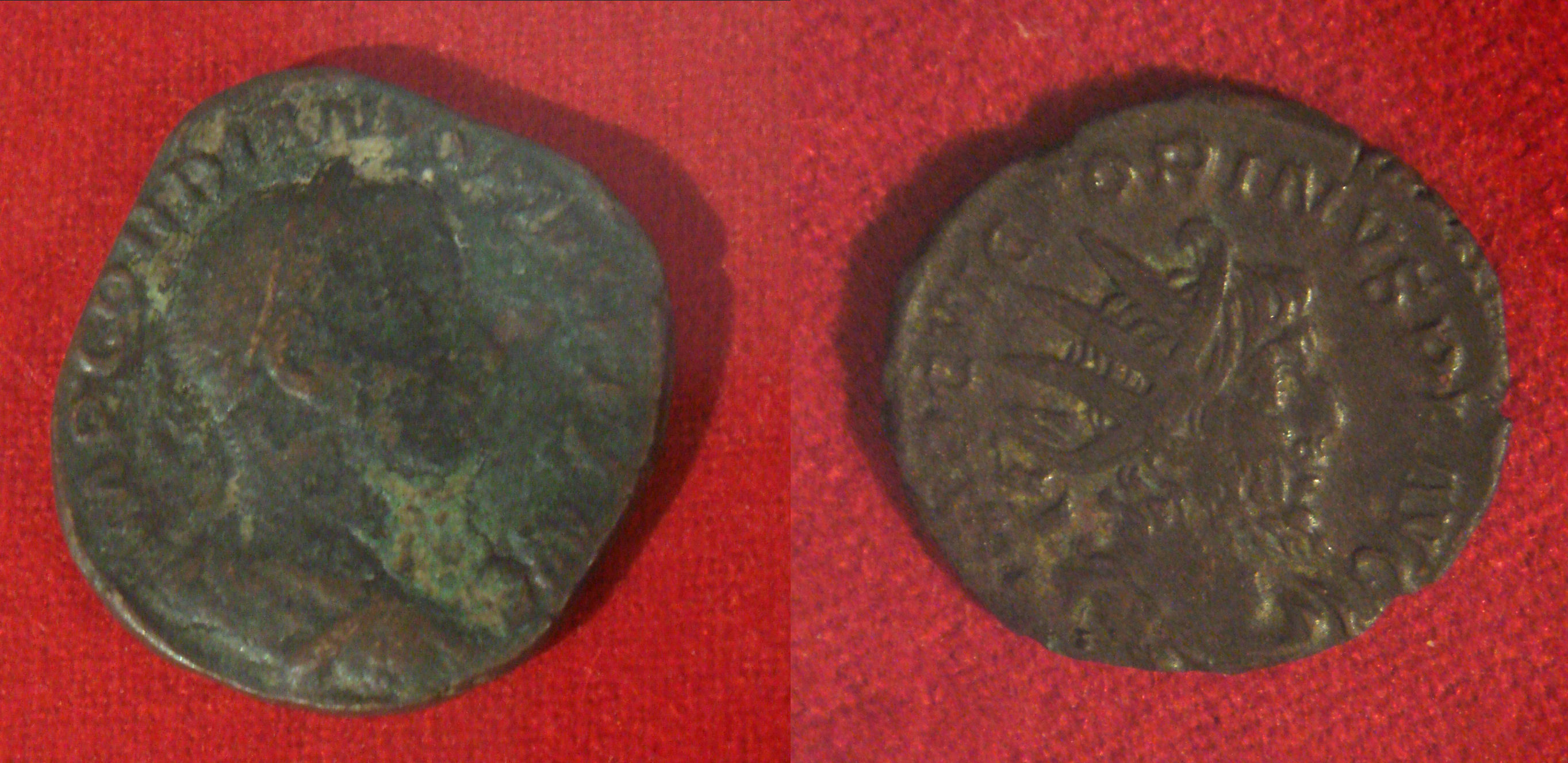
Monedas romanas excavadas en Esauira, del.

El cristianismo fue introducido en el siglo II, ganando adeptos en las ciudades y entre los esclavos y granjeros bereberes. En el siglo IV, las zonas romanizadas eran cristianas, así como algunas tribus del interior. También llegaron movimientos cismáticos y heréticos, generalmente como forma de protesta política. También se estableció una numerosa colonia judía.
En la primavera del año 429 el gran ejército de los vándalos, liderados por Genserico, cruzó el estrecho de Gibraltar. Su propósito inicial era el apoyo a Bonifacio durante una crisis de gobierno, sin embargo, se rebelaron en su contra e invadieron las provincias de Mauritania Tingitana y Cesariense y Numidia. No obstante, ninguna dominación extranjera consiguió penetrar mucho más allá de la costa y se limitaron principalmente a tener asentamientos comerciales para sus rutas por el Mediterráneo, ya que las tribus bereberes de la zona nunca se dejaron dominar: los romanos consideraban a los bereberes como una raza ingobernable, que causaba "problemas" constantemente a las legiones cuando fundaban asentamientos romanos permanentes.
Tras la invasión vándala en el 429, el Imperio bizantino se propuso la reconquista. Belisario consiguió conquistar unas cuantas ciudades, entre ellas Tánger.

## Inicios del Marruecos islámico

### Conquista musulmana (700)
La conquista musulmana del Magreb, que comenzó a mediados del siglo VII, en el 682 y la llevó a cabo el Califato omeya, fue completada a principios del siglo VIII. Trajo tanto la lengua árabe como el islam a todas las regiones del norte de Marruecos. Aunque parte del gran califato, Marruecos fue inicialmente organizado como estado subsidiario de la provincia de Ifriqiya, siendo los gobernantes locales fijados por el gobernante musulmán en Cairuán. 
Uqba ibn Nafi, conquistador del Magreb en el siglo VII, alcanzó las costas atlánticas en lo que en la actualidad es el parque nacional de Souss-Massa, se introdujo en el océano con su caballo y puso a Alá como testigo de que no quedaban más tierras por conquistar.

### Revuelta bereber (739-743)

El Magreb tras la revuelta bereber:
Estados bereberes:
Emirato de Tremecén (Abu Qurra, 742-789)
Confederación Barghawata (744-1058)
Emirato de Siyilmasa (758-1055)
Imanato de Tahert (rustamíes, 761-909)
Imanato de Fez (idrisíes, [789-974])
Otros territorios jariyíes (siglo IX)
Otros territorios
Emirato de Nekor (salihíes [710-1019])
Ifriquiya: emirato fihrí independiente (745-757); bereberes jariyíes (757-762); y abasí (762-909)

En el año 740, estimulada por los puritanos jariyíes, la población nativa bereber se rebeló contra el Califato omeya. La rebelión comenzó con las tribus del occidente de Marruecos, y se propagó rápidamente por toda la región. Aunque la insurrección se acabó en 742 antes de llegar a las puertas de Cairuán, ni los gobernantes omeyas en Damasco ni sus sucesores abasíes lograron imponer su autoridad en las zonas al oeste de Ifriqiya. Marruecos pasó a estar fuera del control omeya y abasí y se fragmentó en una multitud de Estados bereberes independientes como el de la confederación Barghawata, el emirato de Siyilmasa y el de Nekor, además de Tremecén y Tiaret, en la moderna Argelia occidental. Los bereberes pasaron a formar su propia versión del islam. Algunos, como los Banū Ifrēn, preservaron su conexión con las sectas islámicas puritanas radicales, mientras otros, como los Barghawata, crearon una nueva nueva fe sincrética.

### Barghawata (744-1058)
Los Barghawata fueron una confederación bereber habitante de la costa atlántica de Marruecos, quienes pertenecieron a la división bereber masmuda. Después de aliarse con la rebelión jariyí contra los omeyas, establecieron un estado independiente (744-1058) en el área de Tamesna entre Safí y Salé bajo el liderazgo de Tarif al-Matghari.

### Siyilmasa (700-1300)

El puesto bereber Siyilmasa y las rutas comerciales del Sáhara occidental, entre el 1000 y el 1500. Las minas de oro están resaltadas en marrón claro.

Siyilmasa fue una ciudad medieval marroquí y puerto ubicada al borde septentrional del Sáhara. Las ruinas se encuentran a ocho kilómetros a lo largo del río Ziz en el oasis de Tafilalt, cerca del pueblo de Rissani. La historia de la ciudad fue marcada por numerosas invasiones sucesivas por las dinastías bereberes. Hasta el siglo XIV, como extremo de la ruta comercial del Sáhara, la ciudad fue uno de los centros de comercio en el Magreb durante la Edad Media.

### Emirato de Nekor (710-1019)
Nekor fue un emirato ubicado en la región del Rif. Su capital inicialmente fue Tensamán, pero luego fue movida a Nekor. El estado fue fundado en el 710 por Salih Ibn Mansur. Bajo su gobierno, las tribus bereberes locales adoptaron el islam, aunque luego lo depusieron en favor de un Az-Zaydi de la tribu Nafza. Posteriormente el pueblo cambió de opinión y volvió a nombrar a Ibn Mansur. Su dinastía, la Banū Sālih, gobernó entonces la región hasta 1019.
En el 859, el emirato fue sometido por un grupo de vikingos con 62 barcos, estos derrotaron un ejército moro en Nekor que intentó interferir con sus saqueos. Tras estar ocho días en Marruecos, los vikingos se marcharon de vuelta a la península ibérica y navegaron hacia la costa este.

### La dinastía idrisí (789-974)

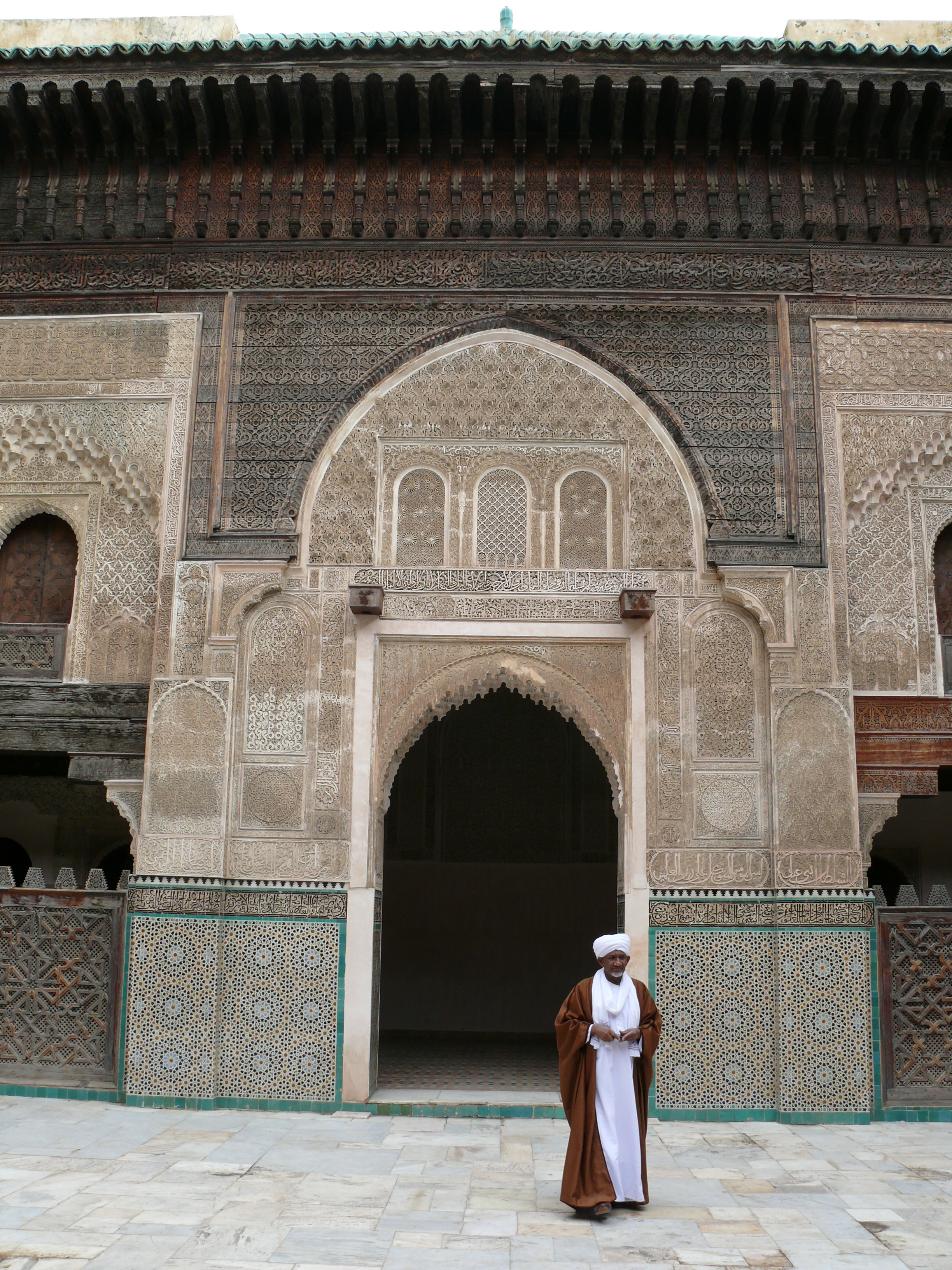
La Universidad de Qarawiyyin en Fez, establecida por la dinastía idrisí en el.

La dinastía idrisí fue un estado musulmán localizado en Marruecos, y gobernaron desde el 788 al 974. Nombrada por su fundador, Idrís I, el nieto de Hasan ibn Ali (nieto materno de Mahoma), los idrisíes son considerados por algunos historiadores como los fundadores del primer estado marroquí. Idrís I fundó la ciudad de Fez, la tercera ciudad más importante del Marruecos actual.

### Estados fatimí y zenata (circa 900-circa 1060)
El equilibrio entre los estados marroquíes fue alterado a principios del siglo X, cuando los fatimíes llegaron al Magreb. No mucho tiempo después de apoderarse de Ifriqiya, los fatimíes se lanzaron contra Marruecos, conquistando Fez y Siyilmasa. Marruecos fue entonces fragmentado, por gobernantes fatimíes, por leales a los idrisíes, y por nuevos grupos puritanos e intervencionistas desde Al-Ándalus, todos luchando por el control de la región. Los gobernantes locales oportunistas vendieron su apoyo al mejor postor. En el 965, el califa fatimí al-Muizz invadió Marruecos por última vez, estableciendo cierto orden. Poco después, sin embargo, los fatimíes desplazaron su imperio al este, hacia Egipto, convirtiendo El Cairo en su nueva capital.
Los fatimíes habían asignado a los ziríes, un clan bereber asentado en Ifriqiya, la vigilancia de sus dominios occidentales. Sin embargo, los ziríes no pudieron evitar que Marruecos se saliera de su control y se desmoronara en manos de una serie de jefes locales bereberes de Zenata, la mayoría de ellos eran clientes del califa de Córdoba, como los Maghrawa en la región de Fez, y de rivales itinerantes.

## Dinastías bereberes

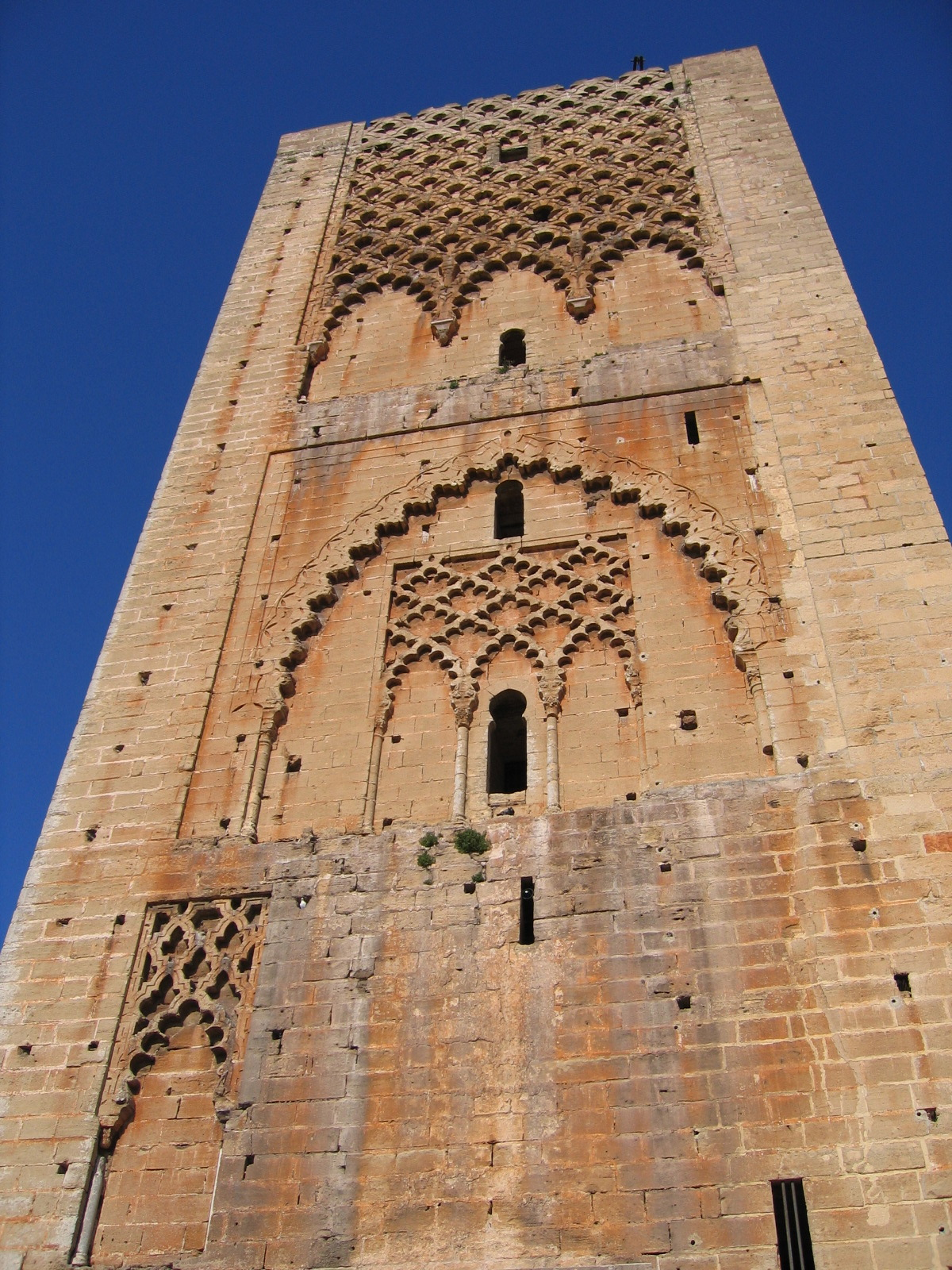
La Torre Hasán, un alminar incompleto en Rabat iniciado durante la dinastía almohade.

Marruecos estuvo en su mayor poderío bajo una serie de dinastías bereberes, que subieron al poder desde el sur de las montañas Atlas y expandieron su dominio hacia el norte, reemplazando a los gobernantes locales. Los siglos XI y XII fueron testigos de la fundación de varias dinastías bereberes significativas, encabezadas por reformadores religiosos, cada dinastía estaba basada en una confederación tribal, las cuales dominaron el Magreb y Al-Ándalus durante más de doscientos años. Las dinastías bereberes de los almorávides, almohades, benimerines y wattásidas dieron al pueblo bereber una cierta identidad colectiva y unidad política bajo un régimen nativo por primera vez en su historia. Las dinastías crearon la idea de un «Maghreb imperial» bajo la tutela bereber, una idea que sobrevivió de una forma u otra. Pero en última instancia, todas las familias reinantes demostraron falta de visión política, ninguna supo crear una sociedad integrada que superase la idea de tribu. 

Imperio almorávide.

### Dinastía almorávide (c. 1060-1147)
La dinastía almorávide (c. 1060-1147) se originó en la tribu nómada bereber de Lamtuna, la cual pertenecía a la confederación de los sanhayas. Ellos lograron unificar Marruecos después de haber sido dividido entre varios principados zenatas a finales del siglo X y de haber anexado al Emirato de Siyilmasa y el Barghawata a su reino.
Bajo el liderazgo de Yúsuf ibn Tašufín, los almorávides fueron invitados por los príncipes taifas musulmanes de Al-Ándalus para defender sus territorios de los reinos cristianos. Su participación fue crucial para evitar la caída de Al-Ándalus. Después de haber logrado repeler las fuerzas cristianas en 1086, Yusuf volvió a la península ibérica en 1090 y anexó la mayor parte de las taifas mayores.
El poder almorávide comenzó a declinar en la primera mitad del siglo XII, ya que la dinastía se debilitó después de su derrota en la batalla de Ourique y por la agitación de los almohades. La conquista de la ciudad de Marrakech por los almohades en 1147 marcó la caída de la dinastía. Sin embargo, una parte de los almorávides (los Banu Ganiya) continuaron luchando en las islas Baleares y en Túnez.

### Dinastía almohade (1147-1248)
El califato almohade fue un estado marroquí, fundado en el siglo XII.
El movimiento almohade fue iniciado por Ibn Tumart, de las tribus Masmuda del sur de Marruecos. Los almohades primero establecieron un estado bereber en Tinmel, en las montañas del Atlas aproximadamente en el 1120. Lograron derrocar a los gobernantes almorávides, reinantes en Marruecos, en 1147, cuando Abd al-Mu'min al-Gumir (1130-1163) conquistó Marrakech y se declaró califa. A continuación, extendieron su poder sobre todo el Magreb por el año 1159. Al-Ándalus sufrió el mismo destino del Magreb y toda Iberia islámica estaba bajo gobierno almohade en el 1172.
Las victorias sobre los árabes de oriente y sobre los cristianos hispánicos (batalla de Alarcos, 1195) consolidaron el efímero poder del imperio almohade sobre todo el islam occidental. Sin embargo, después de ser derrotado en la batalla de las Navas de Tolosa en 1212, entró en plena decadencia, y con ella comenzó de nuevo el caos político en la región.
En 1260 Alfonso X el Sabio ocupó Rabat y la incendió. En esta época los reinos más poderosos eran el de los benimerines en Fez, y el de los ziyánidas en Tlemecén.

### Dinastía benimerín (1244 - 1465)

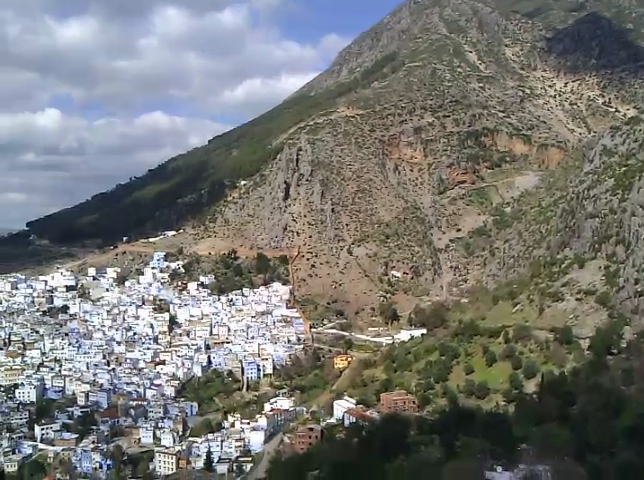
Chauen fue fundado en 1471 por los moriscos exiliados de España

La dinastía benimerín fue un estado suní, descendientes de la tribu bereber zenata. Esta dinastía gobernó Marruecos desde el siglo XIII hasta el siglo XV.
Los benimerines derrocaron a la dinastía almohade, que controlaba Marruecos en 1244, y controló brevemente todo el Magreb a mediados del siglo XIV. Apoyaron el Reino de Granada en Al-Ándalus en los siglos XIII y XIV, en un intento de obtener un punto de apoyo directo en el lado europeo del estrecho de Gibraltar, pero fueron derrotados en la batalla del Salado en 1340, retirándose al Magreb. En 1358 murió el último sultán importante de la dinastía, se fragmentó de nuevo el territorio en multitud de reinos y los reyes castellanos y portugueses enviaron ejércitos a la conquista de la región. Así, Portugal ocupó Ceuta en 1415.

### Dinastía wattásida (1471-1549)
Los watásidas –o watasíes– pertenecían a una tribu de bereberes zenatas, como los sultanes benimerines. Las dos familias estaban emparentadas, y los reyes benimerines reclutaron a muchos de sus visires entre los watásidas. Los visires tomaron poco a poco el poder, hasta que el último sultán lo perdió completamente en 1465. Siguió un período caótico que duró hasta 1472: Marruecos se encontró dividido en dos, con una dinastía que surgía al sur, los saadíes, y al norte el sultanato watasí.
En 1469 los musulmanes acababan de perder la casi totalidad de sus territorios andalusíes y ya no conservaban más que Granada y sus alrededores (hasta 1492) y los reinos hispánicos comenzaban a ocupar las costas: los portugueses tomaron Tánger (1471) y Mazagán (1514). Este período conoció una gran afluencia de musulmanes y judíos andalusíes hacia Marruecos, obligados por la orden de conversión forzosa al cristianismo.

## Edad Moderna

### Plazas Fuertes españolas y portuguesas (1415-1689)

Plazas Fuertes portuguesas y su área de influencia

En 1415 la actual población española de Ceuta fue conquistada por Juan I de Portugal, expandiéndose posteriormente por la costa atlántica del Magreb a consecuencia del Tratado de Tordesillas con España. De este periodo portugués y hasta el siglo XVIII se pueden señalar las plazas fuertes y fortificaciones de Tánger (1471-1661), Arcila, Mazagán, actual El Jadida, (1513-1769) o Casablanca (1515-1755).

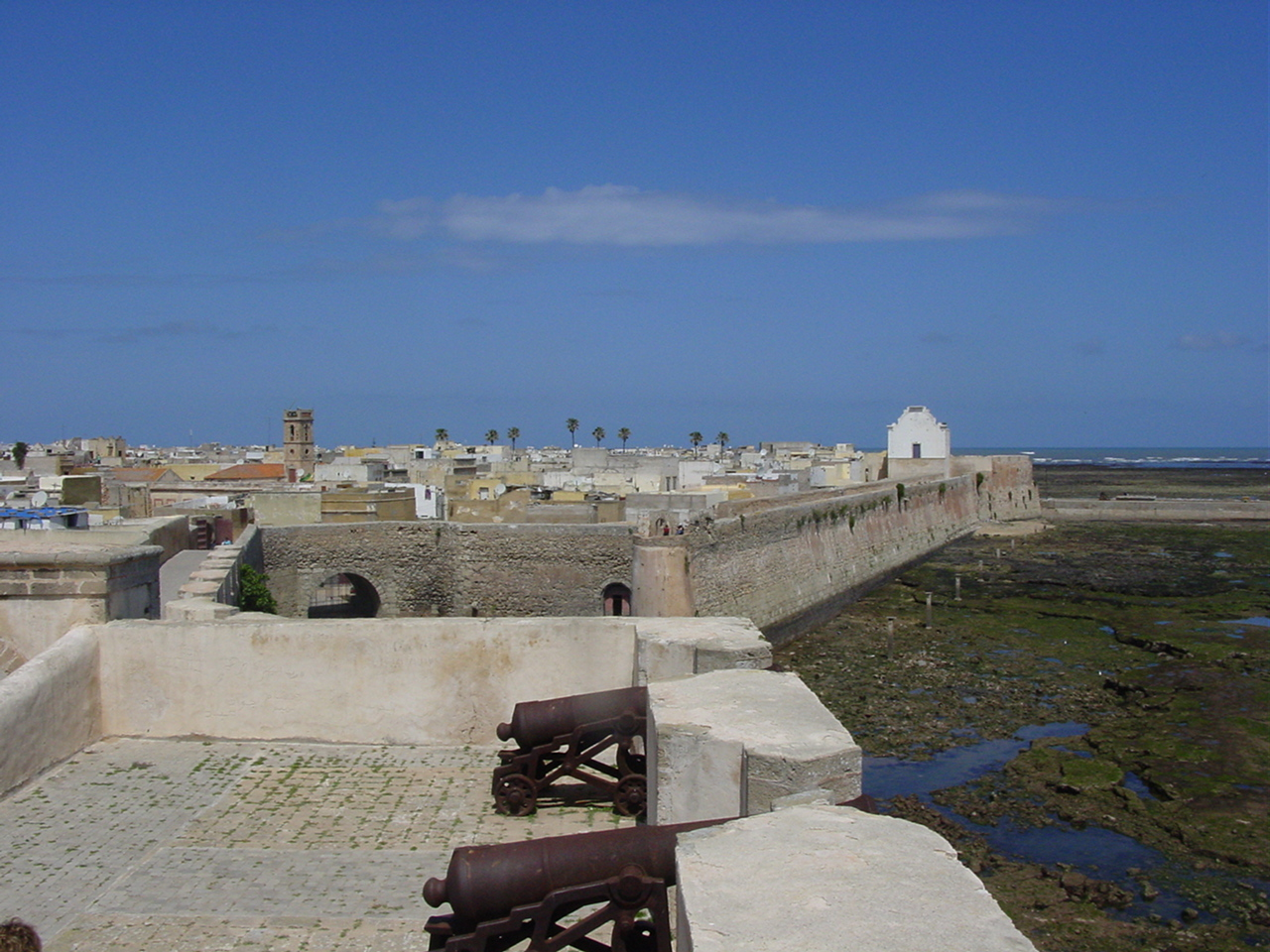
Ciudad Portuguesa de Mazagán (El Jadida). Patrimonio de la Humanidad (2004)

En 1497 la actual población española de Melilla fue conquistada por los Reyes Católicos. Posteriormente, en el siglo XVII la presencia española se produjo en La Mamora, actual Mehdía, (1614-1681) y Larache (1610-1689) para la defensa de la flota de Indias y de Canarias ante la piratería en las costas atlánticas.
Tánger fue cedida por los portugueses a Inglaterra en 1661, como parte de la dote de Catalina de Braganza, cuando esta princesa se casó con el rey Carlos II. Los ingleses, ante la continua presión marroquí, decidieron abandonarla el 6 de febrero de 1684. 

### Dinastía saadí (1549 a 1659)

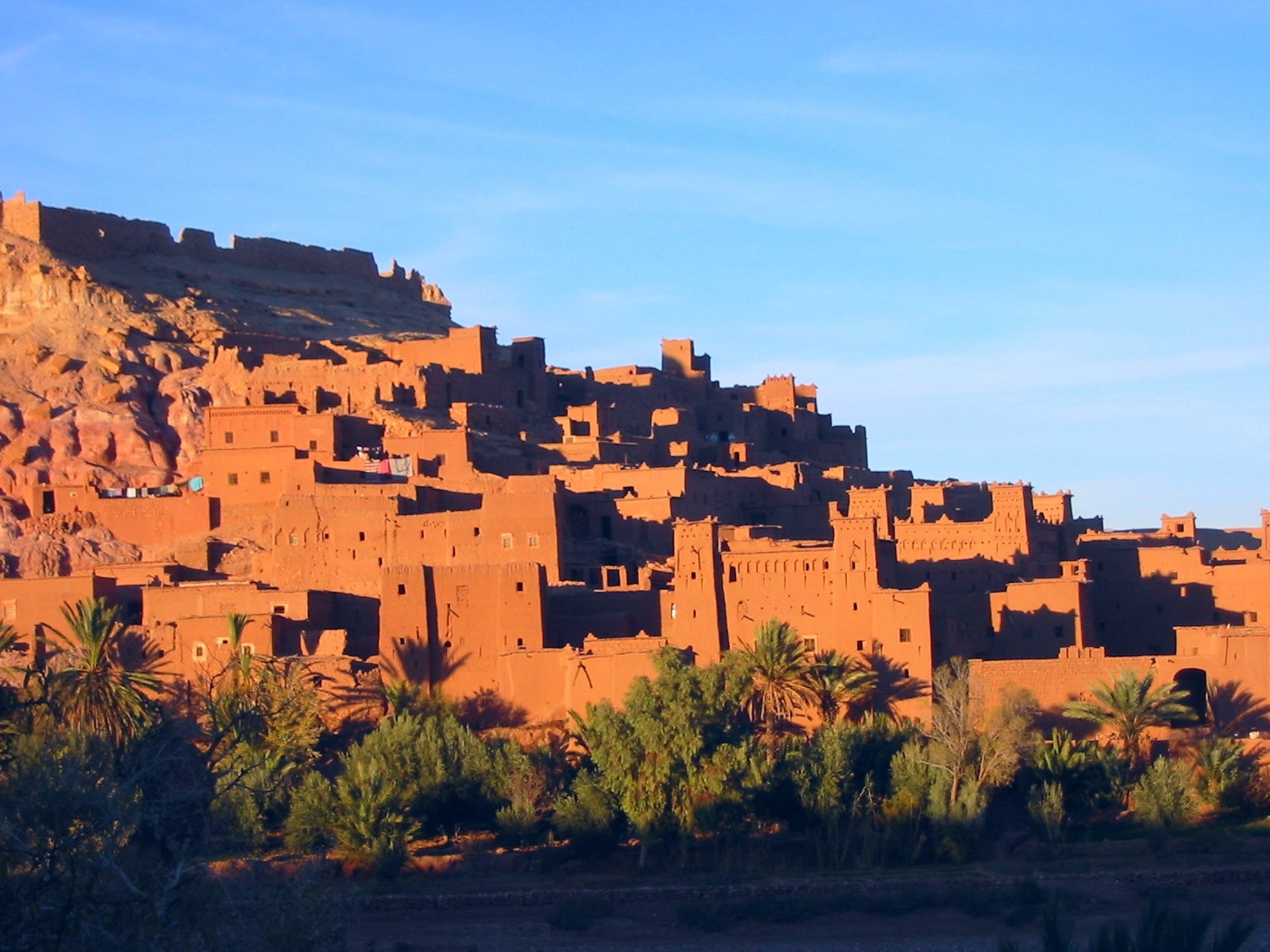
La ciudad Ksar de Ait Ben Hadu por la tarde.

A partir de 1549, la región fue gobernada por sucesivas dinastías árabe-parlantes, conocidas como las dinastías jerifianas, que reclamaban ser descendientes del profeta Mahoma. La primera de estas entidades políticas fue la dinastía saadí, que gobernó Marruecos de 1549 a 1659. De 1509 a 1549, los soberanos saadíes solo controlaban las zonas meridionales. Aún reconociendo a los watásidas como sultanes hasta 1528, el poder creciente de los saadíes llevó a los watásidas a atacarlos y, después de una batalla sin vencedor claro, a reconocer su gobierno sobre el sur de Marruecos en el Tratado de Tadla.
En 1659, Mohammed al-Hajj ibn Abu Bakr al-Dila'i, jefe de la zawía de Dila, fue proclamado sultán de Marruecos después de la caída de la dinastía saadí.

### Dinastías de jerifes
La región sufrió sucesivas invasiones de tribus árabes que aseguraban ser descendientes del profeta Mahoma. Estas tribus fundaron nuevas dinastías: primero surgió la saadí, y después la de los alauitas, que se ha mantenido el poder desde el siglo XVII.

### Dinastía alauita (desde 1666)
La dinastía alauita es la actual familia real marroquí. El nombre alauita proviene del «‘Alī» de ‘Alī ibn Abī Ṭālib, cuyo descendiente Sharif ibn Ali se convirtió en príncipe de Tafilalt en 1631. Su hijo Mulay al-Rashid (1664-1672) logró unir y pacificar al país. La familia alauí reclama ser descendiente de Mahoma a través de su hija Fāṭimah az-Zahrah y su esposo ‘Alī ibn Abī Ṭālib.

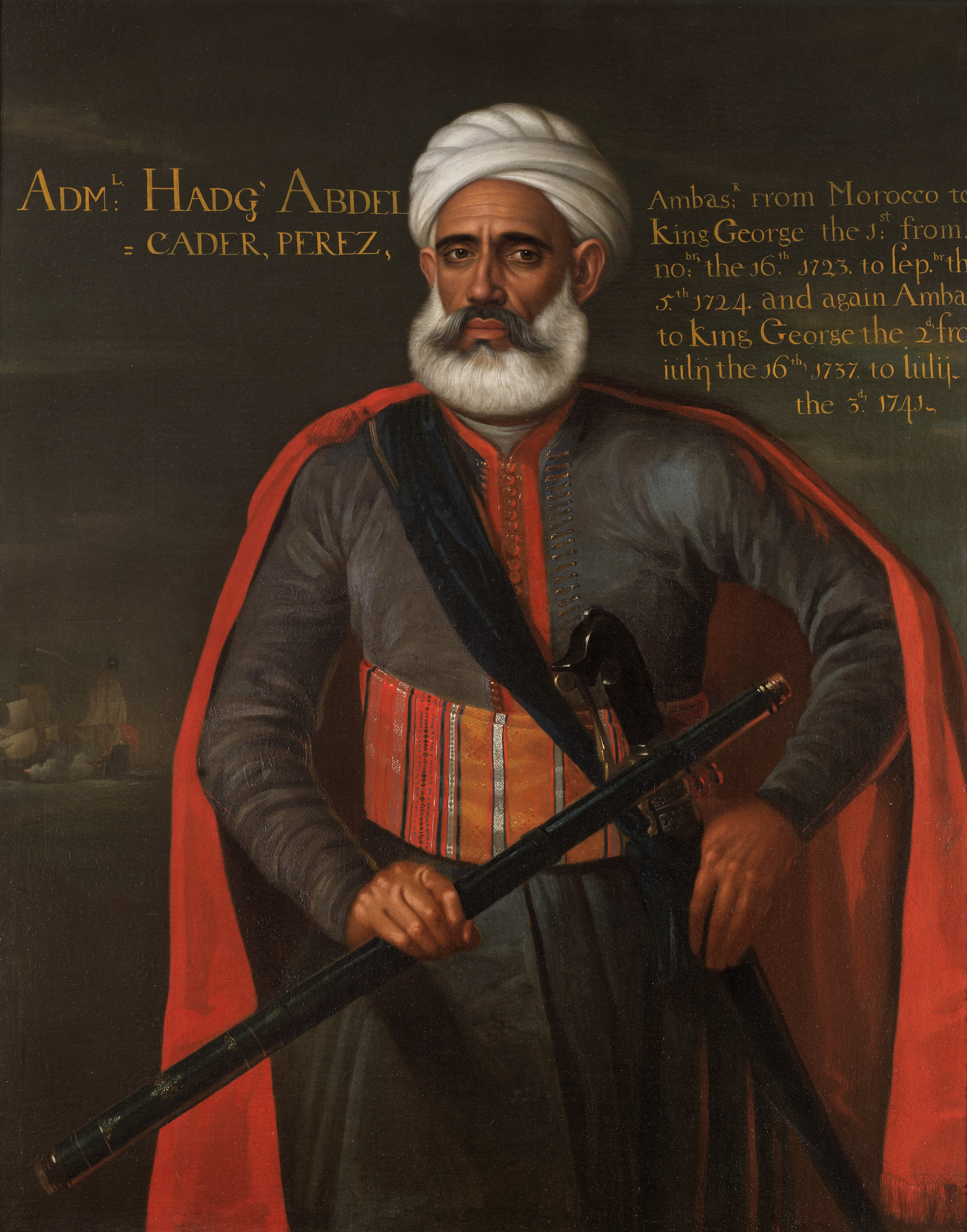
El almirante Abdelkáder Pérez fue enviado por Ismaíl de Marruecos como embajador en Inglaterra en 1723.

El reino fue consolidado por Ismaíl Ibn Sharif (1672-1727), que comenzó a crear un estado unificado frente a la oposición de las tribus locales. Dado que los alauitas, a diferencia de las dinastías anteriores, no tenían el apoyo de una tribu bereber o beduina, Isma'īl controlaba Marruecos a través de un ejército de esclavos. Con estos soldados expulsó a los ingleses de Tánger (1684) y a los españoles de Larache en 1689. La unidad de Marruecos no sobrevivió a su muerte: en las luchas de poder que siguieron las tribus se convirtieron una vez más en fuerza política y militar y sólo fue con Muhámmad III (1757-1790) que el reino fue unificado otra vez. La idea de la centralización fue abandonada y las tribus permitieron conservar su autonomía. 
Durante la guerra de independencia de EE. UU. contra Gran Bretaña, en 1777 Mohámed III se adhirió al reconocimiento español y francés de EE. UU., que había sido ideado por el gobernador de la Luisiana española, Luis de Unzaga y Amézaga. Marruecos reconoció a EE. UU. el 20 de diciembre de 1777 tras las negociaciones de Unzaga, Antonio y Matías de Gálvez con Mohámed III y su hijo Al-Yazid. Además, en 1783 firmó el Tratado de Amistad marroquí-estadounidense. Está considerado como el más antiguo tratado no quebrado de los Estados Unidos y fue firmado por John Adams y Thomas Jefferson. De esta época data el consulado de EE. UU. en Tánger, primer inmueble en el extranjero de este país. 
Durante los reinados de Muhammad IV (1859-1873) y Hassan I (1873-1894), los alauitas trataron de fomentar los vínculos comerciales, especialmente con los países europeos y los Estados Unidos. El ejército y la administración también fueron modernizados para consolidar el control sobre las tribus bereberes y beduinas. En 1859, Marruecos estuvo en guerra con España. La independencia de Marruecos se garantizó en la Conferencia de Madrid en 1880, con Francia también ganando influencia significativa sobre Marruecos. Alemania intentó contrarrestar la creciente influencia francesa, llevando a la Primera Crisis Marroquí de 1905-1906 y la Segunda Crisis Marroquí de 1911. Marruecos se convirtió en un protectorado francés a través del Tratado de Fez en 1912.

## Influencia europea (c. 1830-1956)

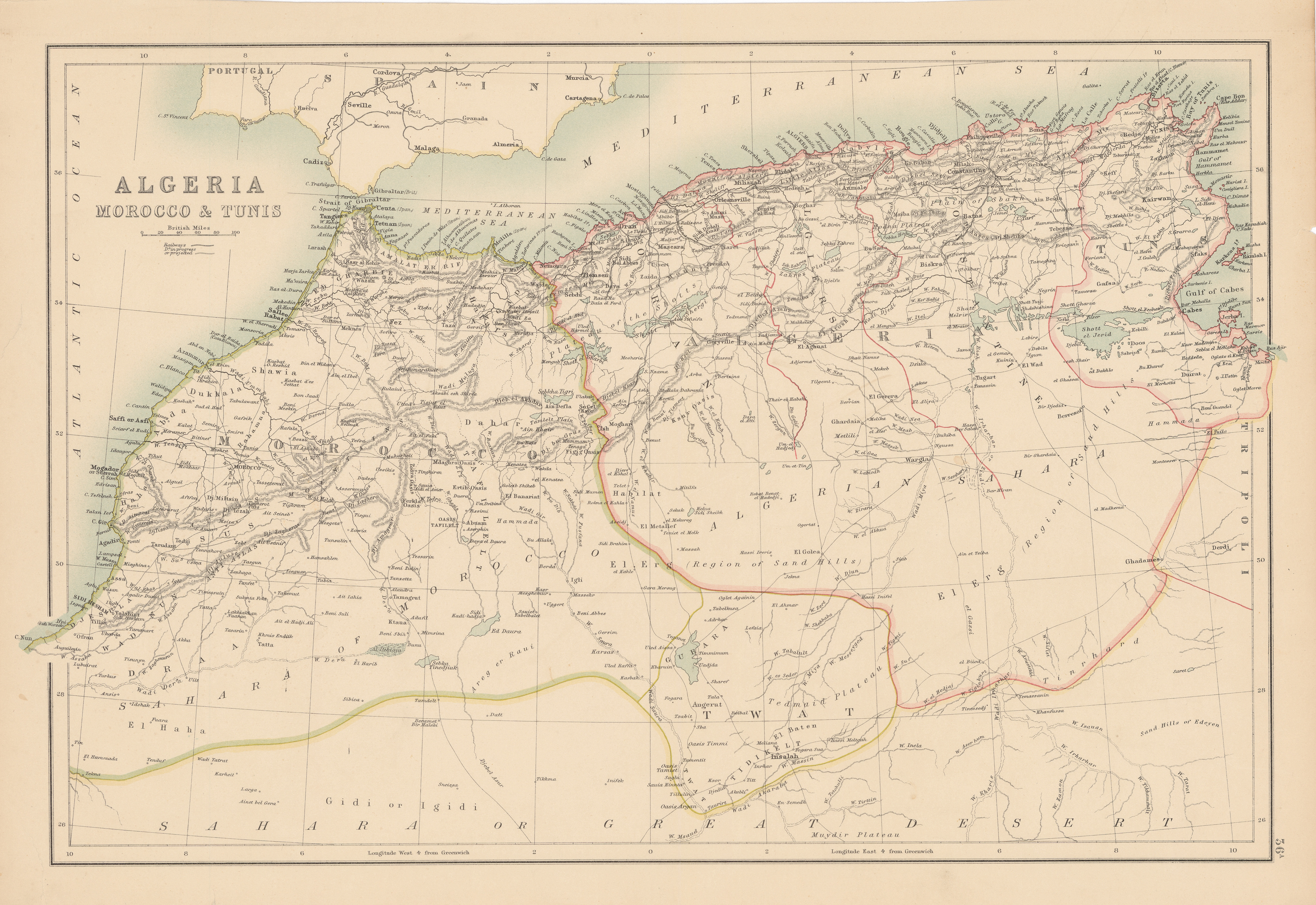
El Magreb en la segunda mitad del

Los exitosos esfuerzos portugueses para controlar la costa atlántica en el siglo XV no afectaron el interior de Marruecos. La dinastía alauita logró mantener la independencia de Marruecos en los siglos XVIII y XIX, mientras que otros estados de la región sucumbieron a la dominación otomana, francesa o británica. Después de las guerras napoleónicas, el norte de África se convirtió cada vez más ingobernable desde Estambul por el Imperio otomano. Como resultado, se convirtió en el centro turístico de los piratas bajo los beys locales. El Magreb también tenía una riqueza mucho mayor conocida que el resto de África, y su ubicación cerca de la entrada al Mediterráneo le dio importancia estratégica. 

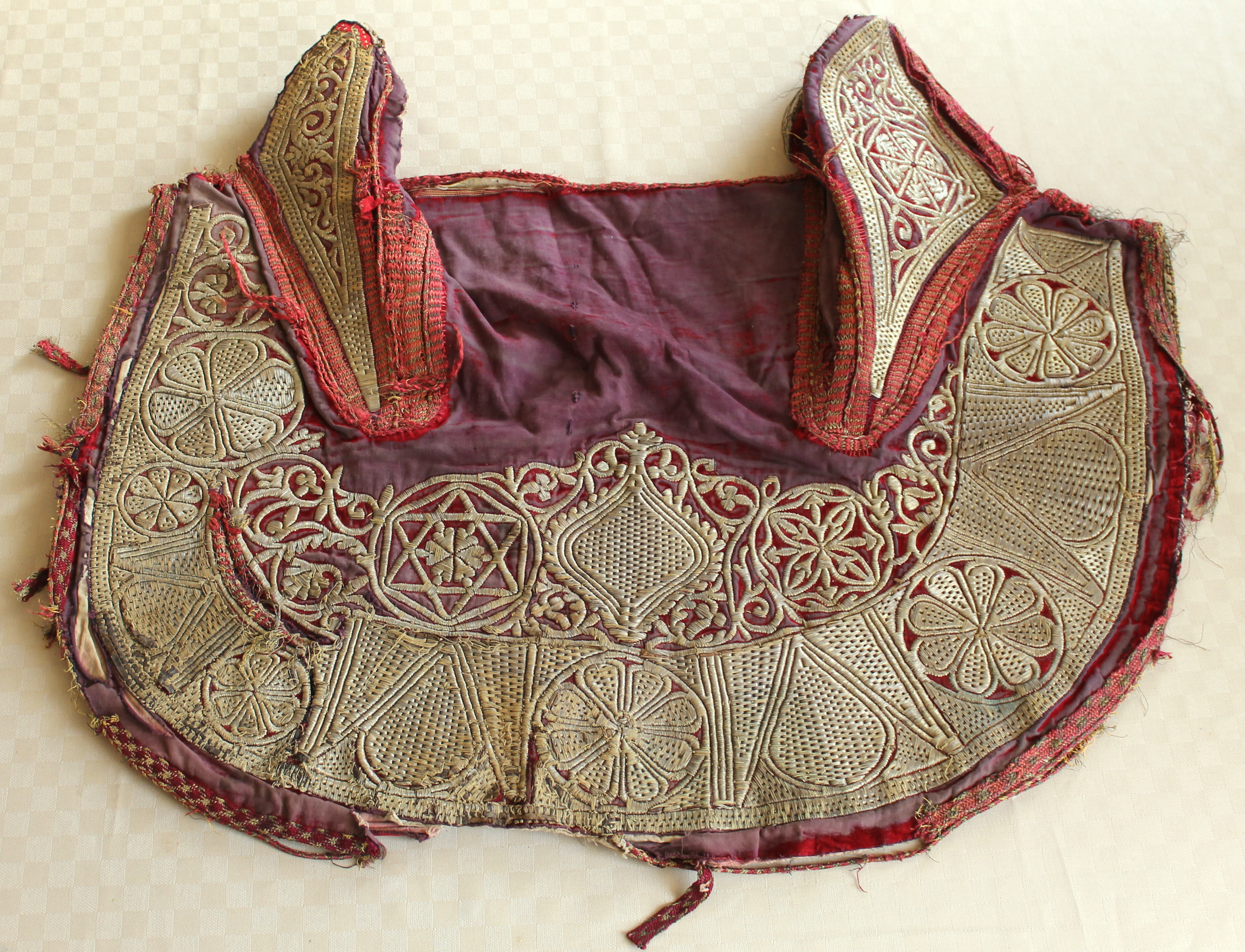
Bordado marroquí

Francia mostró un fuerte interés en Marruecos en 1830, y tras la guerra Franco-Marroquí de 1844, fijó los límites fronterizos entre Marruecos y la Argelia francesa en el tratado de Lalla-Marnia. Además, el sultán colaboró con Francia para acabar con el insurgente argelino Abd al-Qádir. En la última parte del siglo XIX la inestabilidad de Marruecos resultó en países europeos interviniendo para proteger las inversiones y exigir concesiones económicas. En los primeros años del siglo XX, grandes esfuerzos diplomáticos de las potencias europeas, especialmente de Francia, contribuyeron a promover sus intereses en la región.
En la década de 1890, la administración y el ejército francés en la Argelia francesa pidieron la anexión de los oasis saharianos de Touat, el Gourara y el Tidikelt. Los Aït Atta opusieron resistencia a las divisiones francesas de Orán y Argelia del 19.º cuerpo al Aït Khabbash, que se saldó con la incorporación a Argelia de los oasis de Touat Gourara y Tidikelt en el tratado de París de 1901. Desde el siglo XIX la fronteras entre ambos países se definieron de manera imprecisa por lo complejo y vasto del territorio, lo que dio lugar a la sucesión de trabajos topográficos y tratados como el de París (1901), París (1910), la línea Varnier (1912) o línea Trinquet (1938-1956).
Además, durante la Conferencia de Berlín (1884), España obtuvo el reconocimiento de la colonia de Posesiones Españolas en el Sahara.

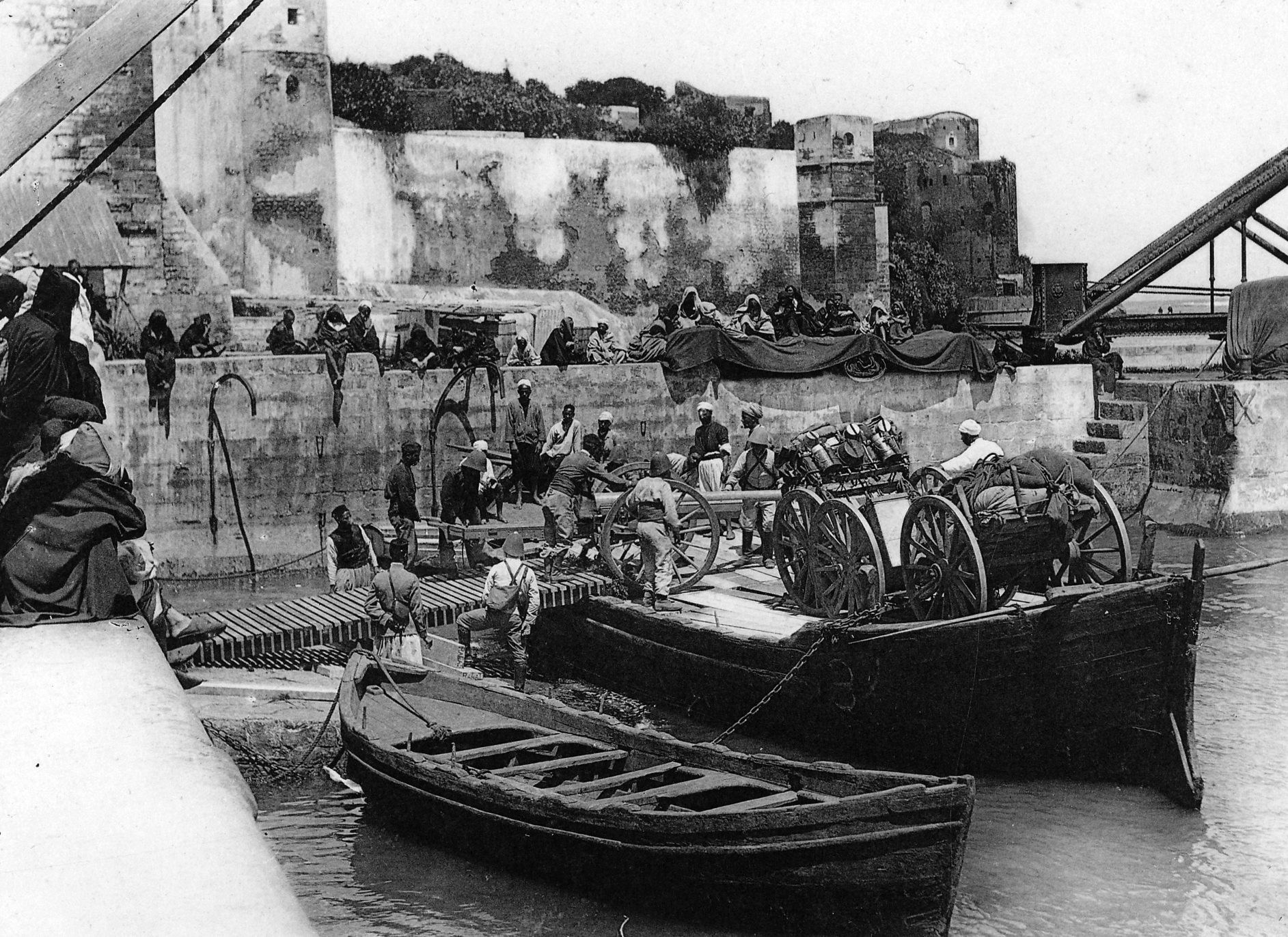
Crisis de Agadir: artillería francesa en Rabat (1911)

La esfera de influencia francesa y británicas sobre Marruecos en detrimento del Imperio Alemán dio lugar a la primera crisis marroquí de 1905-1906. En 1906 las potencias europeas se reunieron en la Conferencia de Algeciras (1906), que formalizó la posición especial de Francia y confió la vigilancia de Marruecos conjuntamente a Francia y España. Además, España firmó el Acuerdo de Cartagena (1907) adhiriéndose al Entente Cordiale. En 1907 el ejército francés ocupó Shauía y Uchda ante el linchamiento del doctor Émile Mauchamp en Marrakech. A partir de entonces comenzó la pacificación de Marruecos en campañas bélicas sucesivas que se extendieron hasta 1934. 
El 9 de febrero de 1909 Francia y Alemania acordaron que, aunque Francia mantendría el control político sobre Marruecos, los intereses económicos en Marruecos tanto de Francia como de Alemania debían ser respetados. En verano de 1909 España libró contra las cabilas rifeñas, disidentes de la autoridad del sultán, la guerra de Melilla en el hinterland melillense para la defensa de la Compañía Española de Minas del Rif y de otras inversiones mineras españolas en Marruecos. Además, la presencia de tropas francesas en Agadir dio lugar al bombardeo de Agadir por Alemania (1911), o segunda crisis marroquí. En el norte, los españoles lucharon en la campaña del Kert (1911) contra El Mizzian.

### Protectorado francés y español y Zona Internacional de Tánger (1912-1956)

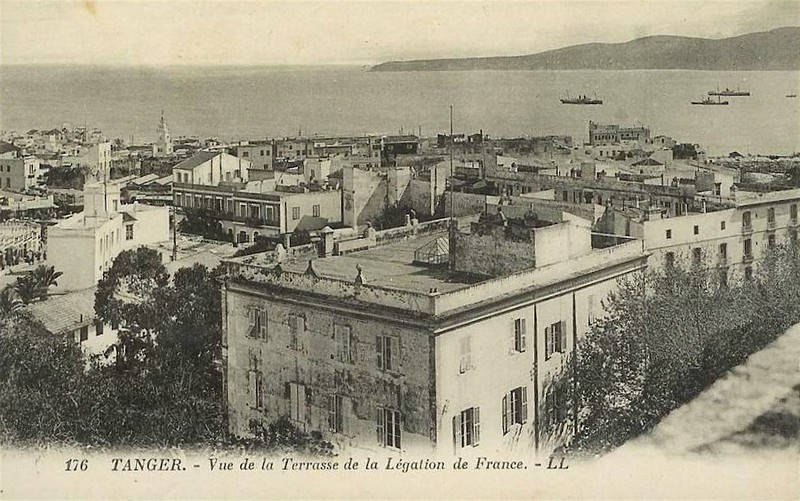
Zona Internacional del Tánger: vista de Tánger. Fotógrafos Leon & Levi

La segunda crisis marroquí aumentó las tensiones entre los poderosos países europeos y dio lugar al Tratado de Fez (firmado el 30 de marzo de 1912), que convirtió a Marruecos en un protectorado de Francia. Por un segundo tratado firmado por los jefes de Estado francés y español, España recibió una zona de influencia en el norte y sur de Marruecos, el 27 de noviembre de 1912. La parte norte se convirtió en el Protectorado español de Marruecos, mientras que la parte sur de Cabo Juby limitaba al norte con el río Draa y al sur con las Posesiones Españolas en el Sahara y Marruecos. Por el Protocolo de Tánger firmado en diciembre de 1923, Tánger recibió un estatus especial y se convirtió en una zona internacional. El tratado de Fez provocó disturbios en Fez en el año 1912.
Los tratados no privaron legalmente a Marruecos de su condición de Estado soberano, y el sultán seguía siendo el líder del país. En la práctica, el sultán no tenía poder real y el país estaba gobernado por una administración colonial.
Bajo el protectorado, los funcionarios franceses se aliaron con los colonos franceses y con sus partidarios en Francia para evitar cualquier movimiento en la dirección de la autonomía marroquí. A medida que avanzaba la pacificación, el gobierno francés se centró en la explotación de la riqueza minera de Marruecos, la creación de un moderno sistema de transporte y el desarrollo de un sector agrícola moderno orientado al mercado francés. El 1 de marzo de 1921 la Office Chérifien des Phosphates comenzó la explotación de las ricas minas de fosfato de Juribga, el mayor yacimiento de fosfatos a nivel mundial. Decenas de miles de colonos entraron en Marruecos y adquirieron grandes extensiones de la rica tierra agrícola.

#### Oposición al control europeo y revueltas internas

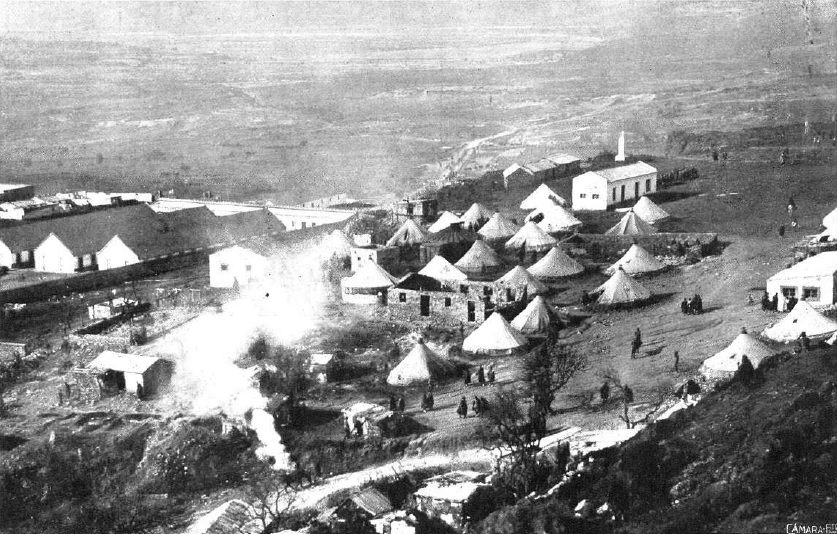
Guerra del Rif: campamento de Regulares en Tetuán (1916)

Los conflictos bélicos previos al establecimiento de los protectorados, alimentados por las luchas de poder entre las potencias europeas y los conflictos por el poder político marroquí, continuaron tras el establecimiento de las autoridades coloniales españolas y francesas. Numerosas tribus de Marruecos se opusieron a la administración colonial, proclamaron la yihad y continuaron su enfrentamiento interno por el poder.

Muchos goumieres marroquíes, o soldados indígenas en el ejército francés, fueron de ayuda para los Aliados en la Primera Guerra Mundial (1914-1918). Guimieres y tiradores senegaleses fueron destacados en las campañas bélicas de la conquista francesa de Marruecos contra las tribus para así poder realizar el envío de las tropas del ejército francés a los frentes de batalla en suelo europeo.

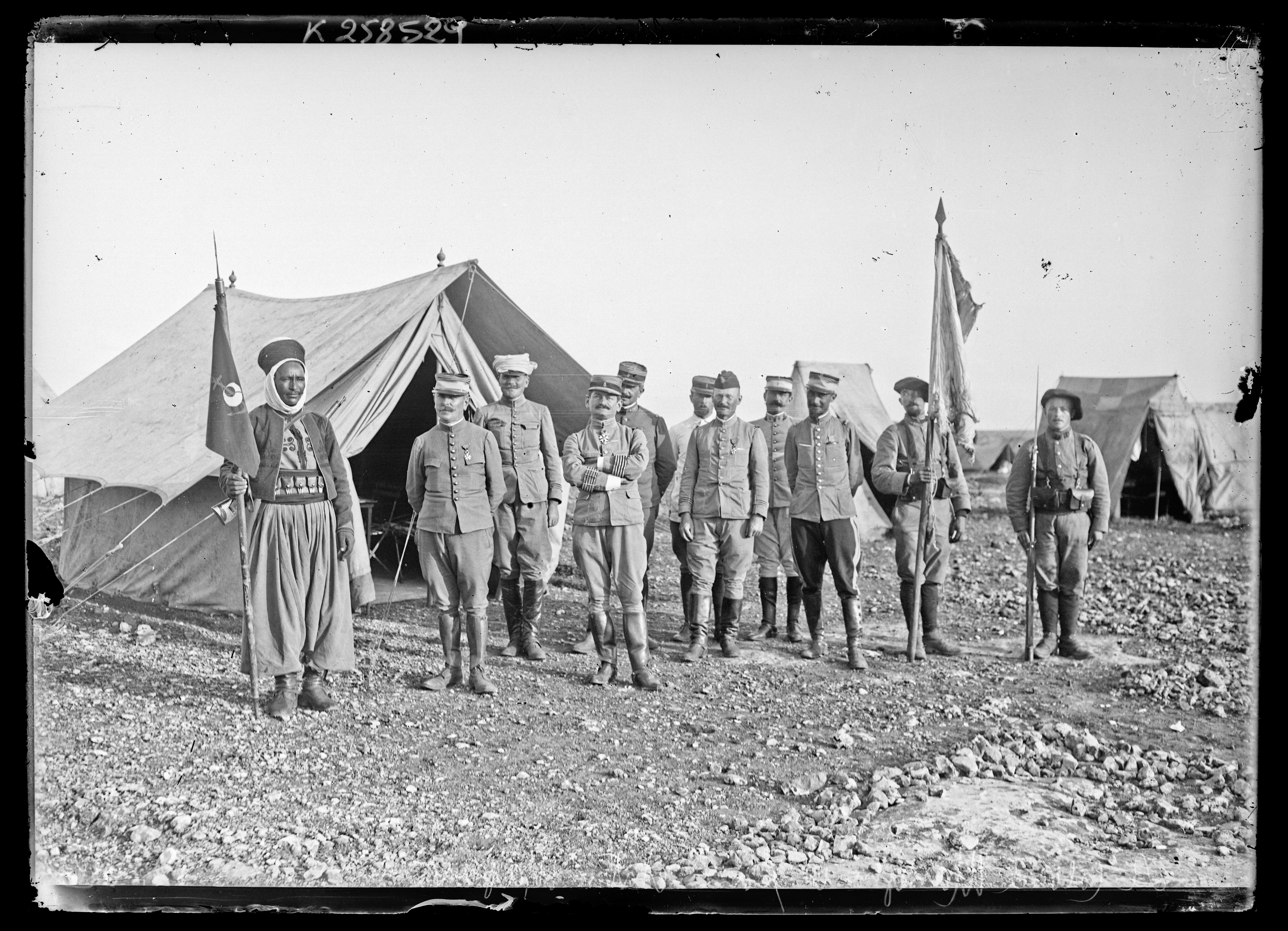
Conquista francesa de Marruecos. Campaña de Tadla (1914): Coronel Mangin, comandante Daugan, capitán Bidon, capitán Cornet y el capitán de Kervénoaë.

En la parte española, las cabilas del Rif y Yebala presentaron resistencia dando lugar a la guerra del Rif en etapas sucesivas hasta 1927. A partir de 1921 Abdelkrim, de la tribu de Beni Urriaguel, atacó al ejército español en Marruecos empleando táctivas de guerrilla. El 18 de septiembre de 1921, apoyado por las potencias europeas contrarias a los intereses de Francia y España en la región, Abdelkrim proclamó la República del Rif.  A los ojos de los nacionalistas árabes, sigue siendo un gran símbolo de la lucha anticolonial. En verano de 1921 infringió a los españoles la mayor derrota de su historia, conocida como el desastre de Annual. La pérdida de 15.000 vidas, de posiciones y el desprestigio de los altos mandos militares y políticos provocaron una crisis en España. Abdelkrim envió emisarios a las tribus de la zona del protectorado francés para invitarles a incorporarse a la rebelión y realizó incursiones en éste. 

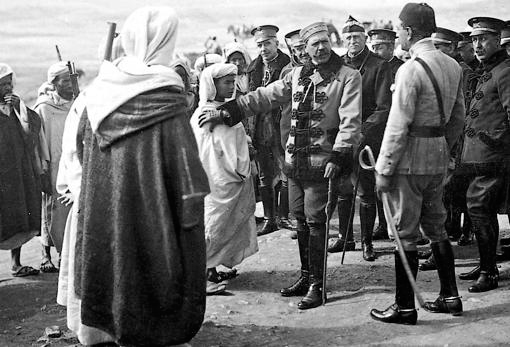
Guerra del Rif: general Silvestre junto a los indígenas contrarios a a las cabilas rifeñas belicosas (1921) Se suicidó tras la derrota de Annual.

En abril de 1925 Abdelkrim lanzó una ofensiva hacia el sur francés y empujó sin problemas a las tropas francesas hacia Fez y Taza. Hubert Lyautey, residente general de Francia, reforzó los puestos de vanguardia para proteger las ciudades de Mequinez, Taza y Fez, pero el llamado «mariscal monárquico» era poco apreciado por el Gobierno republicano francés, y no obtuvo los refuerzos solicitados. Lyautey dimitió y el Gobierno francés confió las operaciones al mariscal Philippe Pétain, héroe de la victoria en Verdún y bien visto por los medios republicanos, que consiguió de París los medios que se habían negado a Lyautey. El 8 de septiembre de 1925 España y Francia obtuvieron la victoria sobre el ejército rifeño con el desembarco de Alhucemas en el mayor desembarco aeronaval que se había realizado hasta entonces. En 1926 Abdelkrim se rindió y fue exiliado a la isla de La Reunión. Consiguió escapar y refugiarse en El Cairo, donde murió en 1963.

El régimen francés también se enfrentó a la oposición de las tribus; cuando los bereberes fueron obligados a someterse a la jurisdicción de los tribunales franceses en 1930, aumentó el apoyo al movimiento independentista.

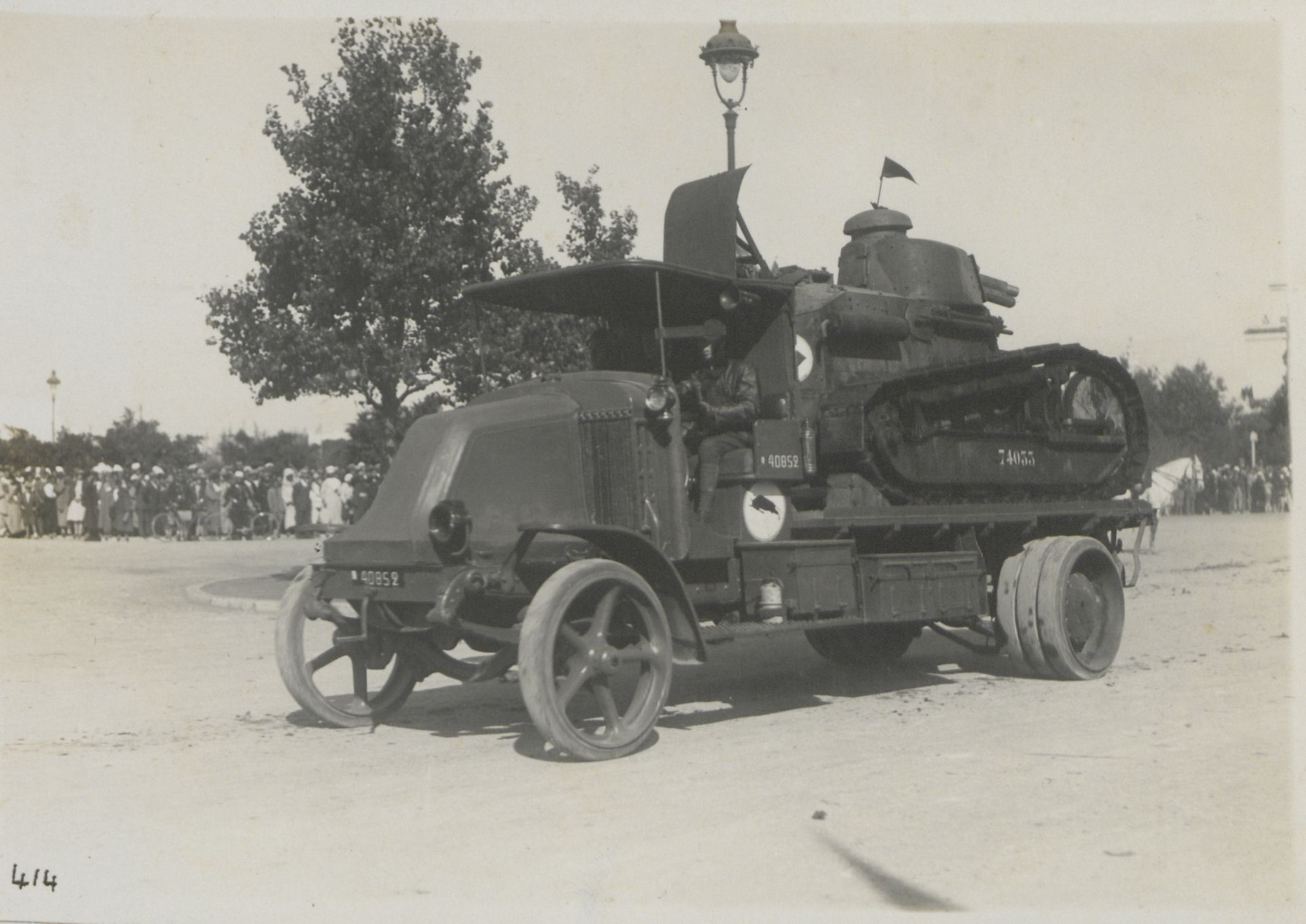
Pacificación de Marruecos: desfile de carros blindados en Mequinez (1929)

En diciembre de 1934, un pequeño grupo de nacionalistas, miembros del recién creado Comité de Acción Marroquí (CAM), propuso un Plan de Reformas que reclamaba un retorno al régimen indirecto, tal como lo contempla el Tratado de Fez, la admisión de los marroquíes a puestos gubernamentales y el establecimiento de consejos representativos. CAM utilizó peticiones, editoriales de periódicos y apelaciones personales a funcionarios franceses para promover su causa, pero estas resultaron inadecuadas y las tensiones creadas en el CAM por el fracaso del plan hicieron que se dividiera. El CAM se reconstituyó como un partido político nacionalista para ganar apoyo masivo para demandas más radicales, pero los franceses suprimieron el partido en 1937.
En el protectorado español, el ejército de África, compuesto por tropas españolas y en menor medida indígenas, fue el primero en sublevarse en el golpe de Estado de 18 de julio de 1936. Los principales impulsores de éste fueron los africanistas Francisco Franco y Emilio Mola, veteranos de la guerra del Rif. El clima prebélico que antecedió al golpe de Estado supuso que estos fueran destinados lejos de Marruecos, sin embargo Franco, general de División, logró llegar a Tetuán el 19 de julio para liderar la insurrección desde Marruecos, que se sumó a su causa de manera inmediata. El convoy de la victoria de agosto de 1936 transportó desde Ceuta a Algeciras los efectivos e intendencia del ejército de África del protectorado. Entre los más destacados militares del bando sublevado en la guerra civil española se encontraban veteranos de la guerra del Rif, como José Cabanellas, José Sanjurjo, Juan Yagüe, Mohammed ben Mizzian, o José Enrique Varela, entre otros. Entre setenta y cien mil marroquíes y saharauis participaron en las campañas bélicas de la guerra civil española del lado de los sublevados, en Aragón, Cataluña o Andalucía, entre otras, en el cuerpo del Ejército Marroquí. Dentro de las estrategias de propaganda de la guerra, ambos bandos aludieron a la capacidad ofensiva y crueldad de los llamados moros de Franco. Participaron en los crímenes de guerra de Badajoz

#### Segunda Guerra Mundial (1939-1945)

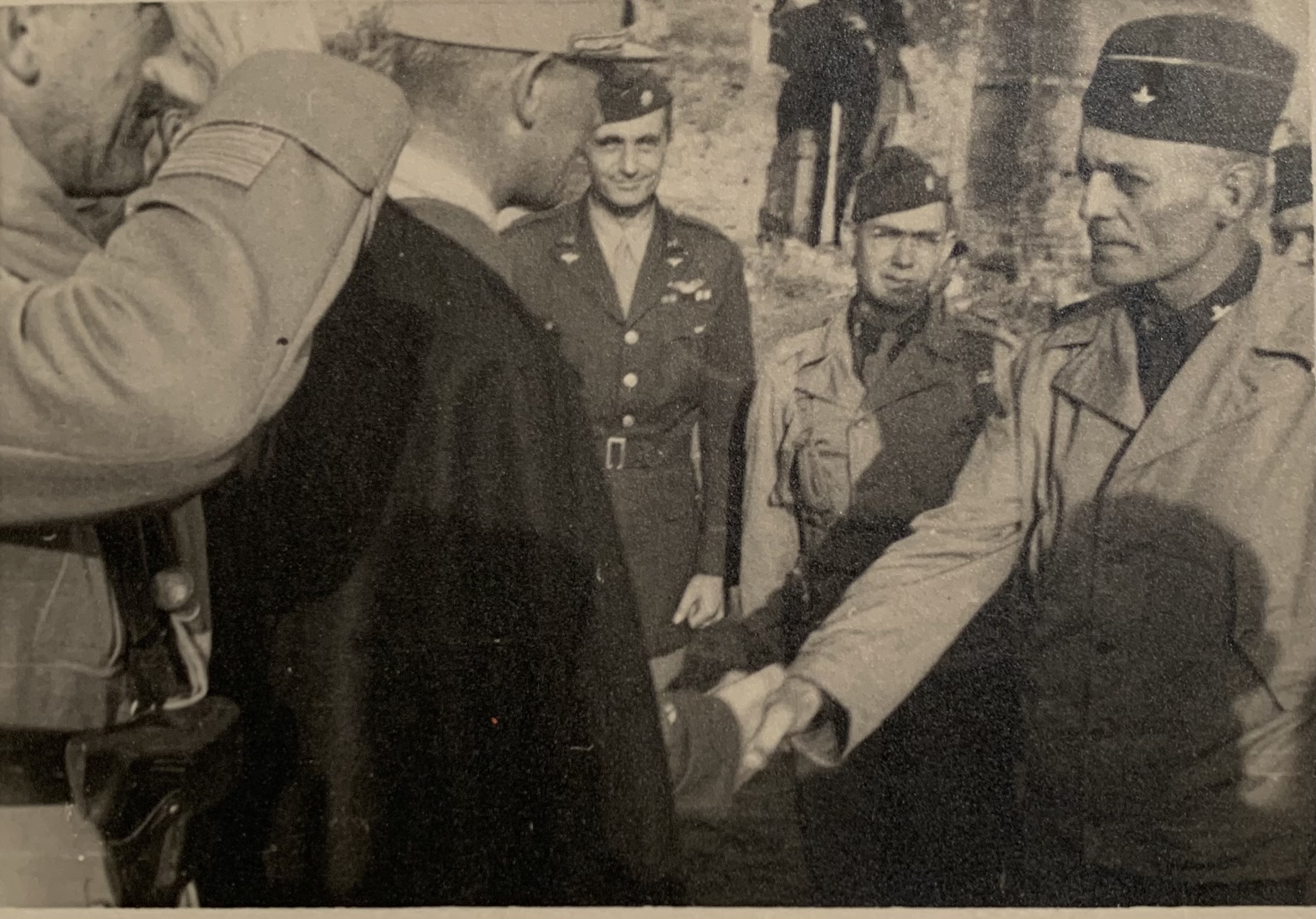
Segunda Guerra Mundial. Encuentro entre el general Maurice Mathenet, comandante de la región de Meknes, y el general Lucian Truscott, durante la Operación Torch en Port Lyautey, actual Kenitra (1942)

Los partidos políticos nacionalistas, surgidos posteriormente bajo el protectorado francés, basaron sus argumentos en favor de la independencia marroquí en declaraciones como la Carta Atlántica (1941), declaración conjunta de Estados Unidos y Reino Unido que establecía, entre otras cosas, el derecho de todos los pueblos a elegir la forma del gobierno bajo el cual viven. 

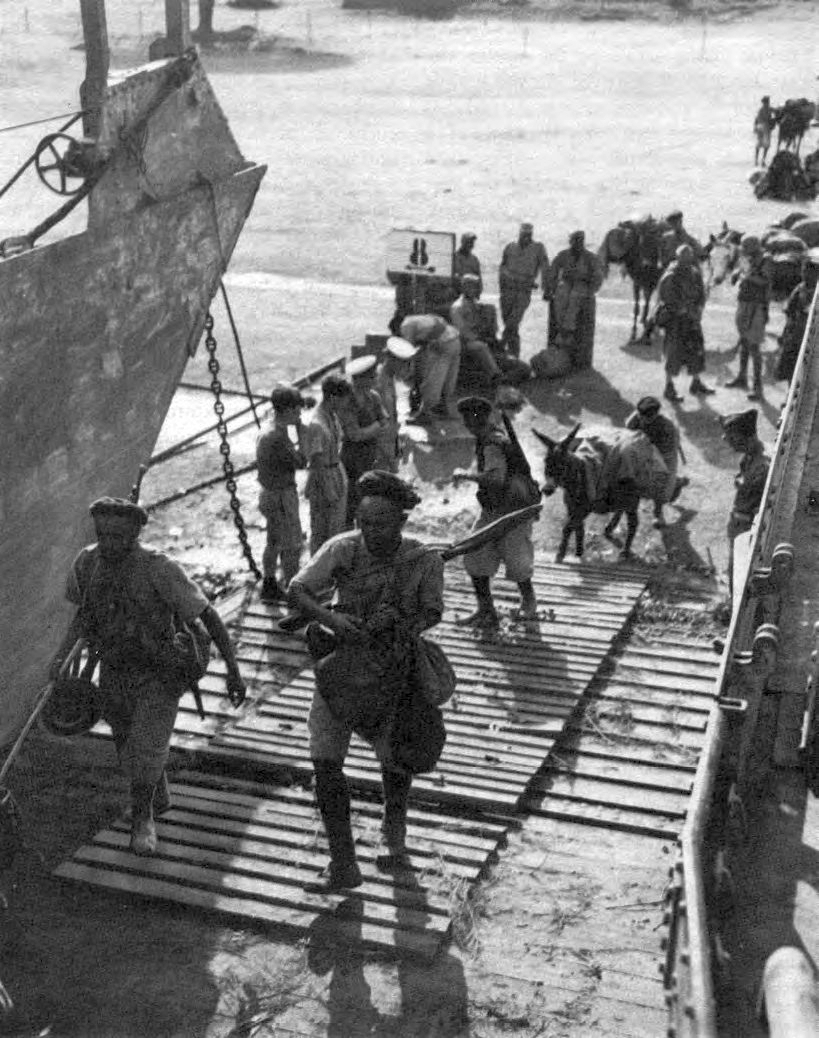
Tabor de Gumieres marroquíes del ejército francés en una lancha de desembarco en Córcega para la invasión de Elba (junio de 1944)

Durante la Segunda Guerra Mundial en suelo del protectorado francés se libró en 1942 la Operación Torch. Los goumieres marroquíes formaron parte del ejército francés y entraron en combate en numerosas ocasiones del lado de los Aliados, como parte del imperio colonial francés, en las campañas de África del Norte en Libia, Túnez, y también posteriormente en Italia, Francia y Alemania. En la batalla de Montecassino (1944) en Italia protagonizaron los crímenes de guerra contra la población civil conocidos como la Marocchinate. España, oficialmente neutral, ocupó la Zona Internacional de Tánger durante el periodo 1940-1945, incorporándola al protectorado.
Durante la Segunda Guerra Mundial, el mal dividido movimiento nacionalista se hizo más cohesionado. En enero de 1944, el Partido Istiqlal (Independencia) de carácter nacionalista, que posteriormente proporcionó la mayor parte del liderazgo para el movimiento nacionalista, lanzó un manifiesto que exigía la plena adhesión de los aliados a la independencia, reunificación nacional y una constitución democrática. El sultán Muhammad V (1927-1961) había aprobado el manifiesto antes de su sumisión al general residente francés, que contestó que no se estaba considerando ningún cambio básico en la condición de protectorado. En los años cincuenta el nacionalismo marroquí se había extendido por Casablanca, Rabat, Fez, Tetuán y Tánger y gozaba del apoyo de la burguesía urbana y, más tarde, también de la gente del campo. La simpatía general del sultán por los nacionalistas se convirtió en evidente para el final de la guerra, aunque él todavía esperaba ver la independencia completa alcanzada gradualmente. Por el contrario, la residencia, apoyada por los intereses económicos franceses y vigorosamente respaldada por la mayoría de los dos puntos, se negó categóricamente a considerar incluso las reformas por debajo de la independencia.

#### Inicio de la emigración a la metrópoli desde el protectorado francés de Marruecos
Desde el inicio del establecimiento del protectorado francés se produjo la emigración marroquí a Francia. Además, en 1938 se creó en Marruecos el servicio de emigración para el control de las relaciones laborales y los desplazamientos a Francia, que se incrementaron con el auge económico francés tras el fin de la II Guerra Mundial.

#### Últimos años de los protectorados

Territorios desaparecidos que, en la actualidad, están bajo soberanía marroquí u ocupados por Marruecos: Sáhara Español (1884-1975), protectorado español de Marruecos, norte y sur (1912-1956), protectorado francés de Marruecos (1912-1956), Zona Internacional de Tánger (1923-1956) e Ifni (1934-1969).

En diciembre de 1952, el asesinato en el Túnez francés del sindicalista Farhat Hached provocó disturbios anticoloniales en el barrio Hay Mohammadi en Casablanca. Como consecuencia se detuvo a Abbas Messaadi, fundador del Ejército de Liberación Marroquí, y se prohibieron el nuevo Partido Comunista Marroquí y el partido de derecha Istiqlal.
En 1953 Francia derrocó al sultán Mohamed V, lo que provocó disturbios por parte tanto de nacionalistas como de los partidarios del Mohamed V como líder religioso. Mohamed V fue enviado al exilio, primero a Córcega y después al Madagascar francés. En su lugar se produjo el nombramiento del impopular Muhammad Ben Aarafa (1953-1955) de setenta años, con el apoyo del bajá de Marrakech. Se produjeron entonces nuevos disturbios en Casablanca, el residente general francés Augustin Guillaume salió ileso de un atentado del PDI (Partido Democrático de Independencia) en Agadir, Franco no llegó a reconocer la legitimidad de Ben Arafa en el protectorado español y el 20 de agosto dio comienzo la Revolución del Rey y el Pueblo.
Durante el verano de 1955, se produjo una oleada de atentados terroristas contra objetivos franceses en Marruecos, que desencadenó la represión policial. En Uchda hubo linchamientos a franceses y otros europeos. El 1 de octubre de 1955 el  Ejército de Liberación (Armée de Libération). Había sido creado en el Egipto de Nasser por el Comité de Libération du Maghreb Arabe (Comité de liberación del Magreb Árabe) en El Cairo. Su primer objetivo fue para constituir un movimiento de resistencia contra la ocupación por parte del FNL en Argelia. Su meta era la vuelta del rey Mohammed V y la liberación de la Argelia francesa y la colonia francesa de Túnez. Durante el otoño de 1955 Aarafa renunció al trono y Francia permitió el regreso de Mohammed V. Las negociaciones para la independencia marroquí comenzaron al año siguiente.

## Marruecos independiente (desde 1956)
Las negociaciones políticas entre Francia y el sultán Mohamed V comenzaron en Aix en agosto de 1955. El sultán Mohamed V negoció con éxito la restauración gradual de la independencia marroquí en un marco de interdependencia franco-marroquí. Regresó a Marruecos en noviembre de 1955, habiendo acordado instituir reformas que transformarían Marruecos en una monarquía constitucional con una forma democrática de gobierno. Las negociaciones ulteriores por la plena independencia culminaron en el Acuerdo franco-marroquí firmado en París el 2 de marzo de 1956.
El 7 de abril de 1956 se produjo el Acuerdo hispano-marroquí de finalización del protectorado español de Marruecos. Esto supuso la anexión de Cabo Juby, que sin embargo no se encontraba bajo control marroquí antes del inicio del protectorado. Ifni quedó fuera de este Acuerdo.
La ciudad internacional de Tánger fue reintegrada con la firma del Protocolo de Tánger el 29 de octubre de 1956. Marruecos es miembro de la ONU desde el 12 de noviembre de 1956. 

### Reinado de Mohamed V
En los meses que siguieron a la independencia, Mohamed V procedió a construir una moderna estructura gubernamental bajo una monarquía constitucional en la que el sultán ejercería un papel político activo. Asumió la monarquía en 1957 y en 1958 nombró como Presidente del Consejo del Gobierno a Abdallah Ibrahim del Istiqlal que se oponía a las alianzas pro occidentales. Sin embargo, el sultán actuó con cautela, con la intención de impedir que el Istiqlal consolidara su control y estableciera un estado de partido único. 

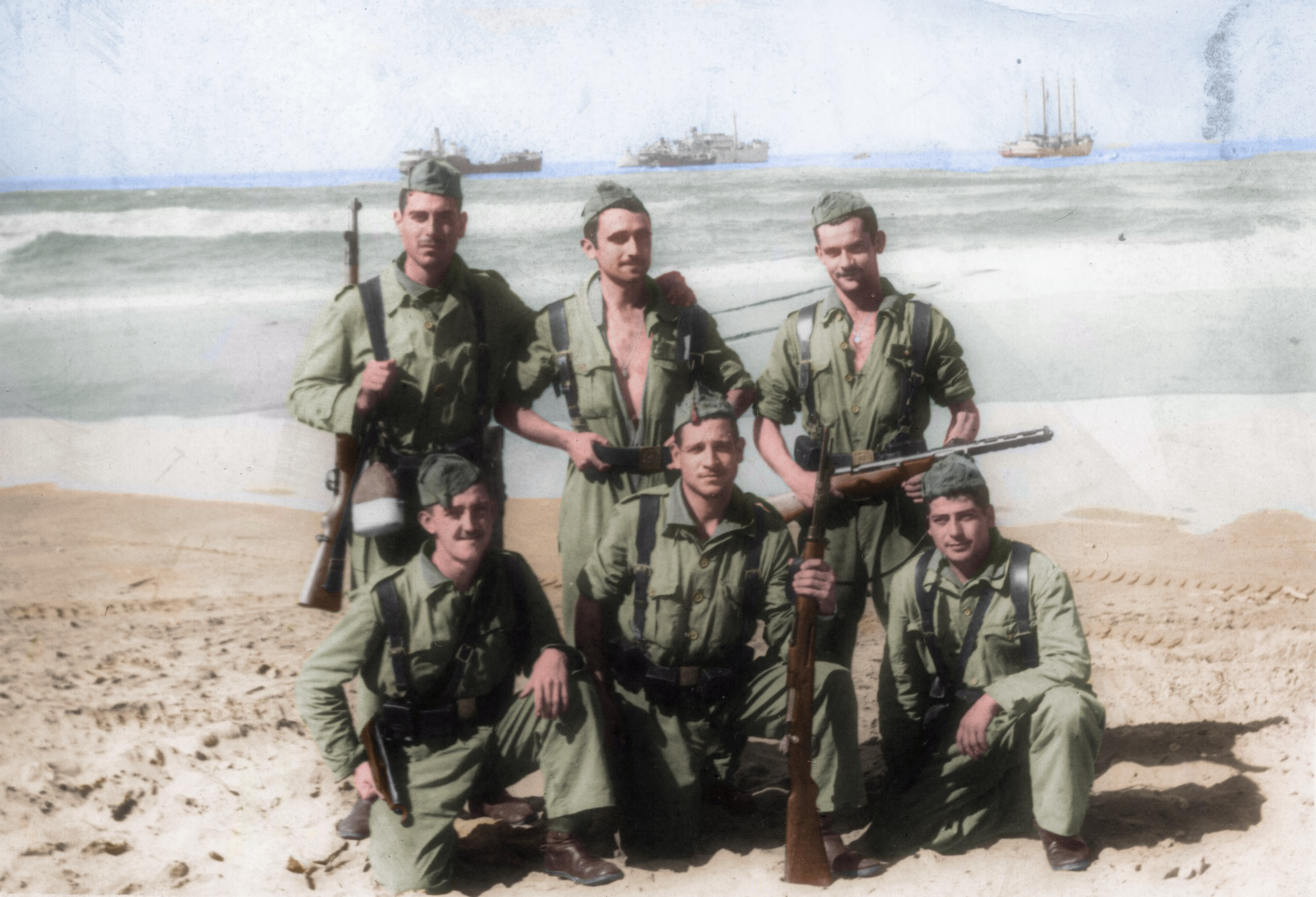
Soldados españoles en la guerra de Ifni-Sahara consecuencia de la política exterior del Gran Marruecos.

Antes de la independencia, Marruecos era el hogar de medio millón de europeos, y los cristianos europeos formaban casi la mitad de la población de la ciudad de Casablanca. Desde la independencia del reino en 1956, la población europea ha disminuido sustancialmente. Con la independencia de Marruecos y el auge económico francés se produjo el periodo de auge de la emigración marroquí a Francia, pero también a Bélgica y Holanda,  principalmente hombres solteros.
La política exterior del Gran Marruecos supuso el inicio de campañas políticas y bélicas por el control de Ifni y Sahara Español y regiones de Argelia, Mali y Mauritania. De 1957-1958 data la guerra de Ifni-Sahara contra España por Ifni y el Sahara Español, y contra Francia por las amenazas contra la Mauritania y Argelia francesas. La oposición a la autoridad del sultán dio lugar a la Revuelta del Rif (1958-1959).
Además, dentro del contexto de la guerra fría árabe negoció hábilmente con Eisenhower (1959) con el argumento de la evacuación de las bases americanas de Marruecos de Nouasseur (Casablanca), Sidi Sliman, Benguerir y Sidi Yahya El Gharb, en detrimento de la influencia militar francesa en el territorio.

### Reinado de Hasán II (1961-1999)

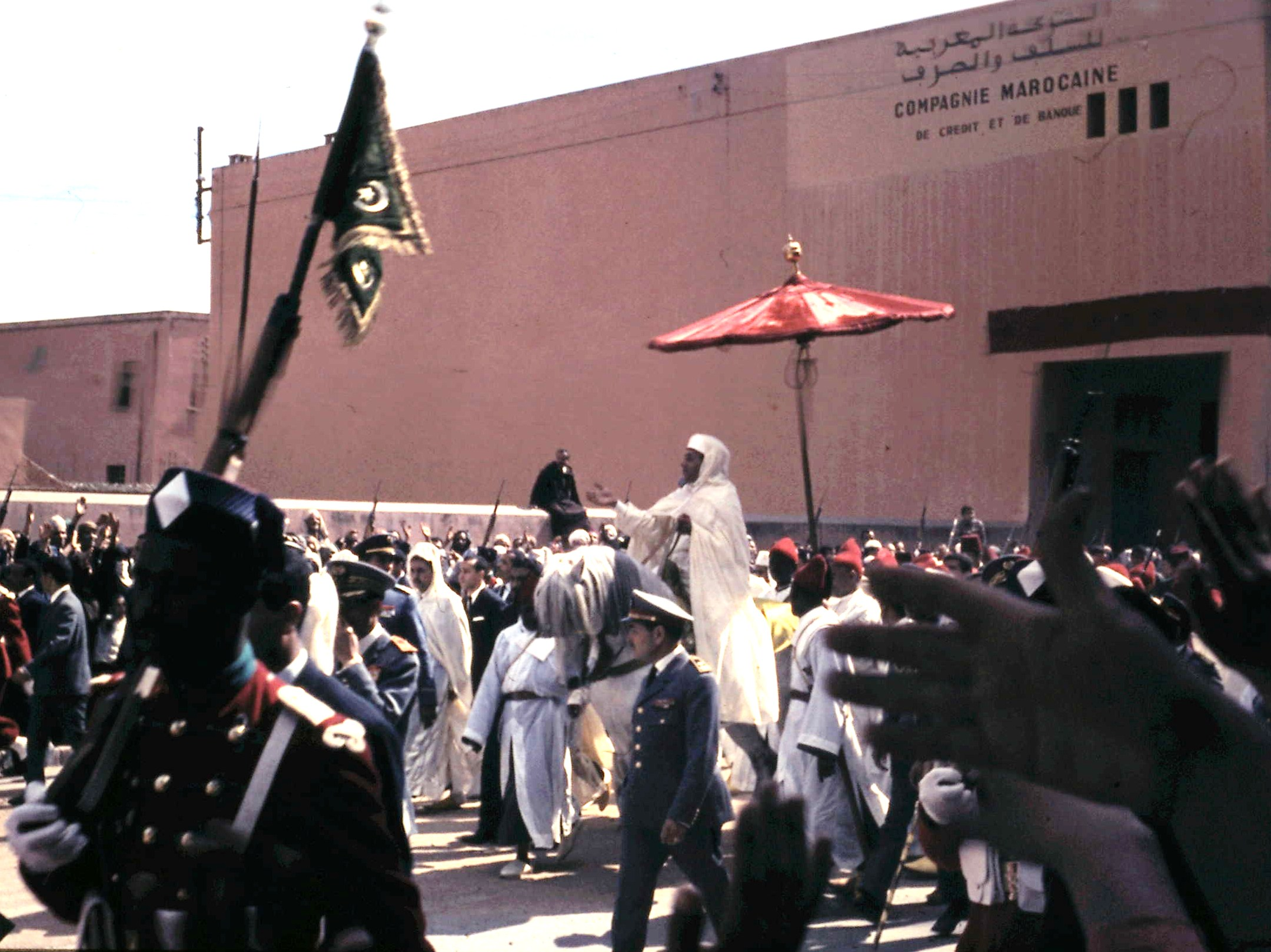
Hasán II de su camino a las oraciones del viernes en Marrakech, 1967.

El hijo de Muhammad V, Hasán II, se convirtió en rey de Marruecos el 3 de marzo de 1961. Este periodo se conoce como los años de plomo caracterizado por tensiones políticas, la represión de la disidencia, como el asesinato del político de UNFP Mehdi Ben Barka o un estado de excepción de 1965 a 1970, y conflictos bélicos como la Marcha Verde, la guerra del Sahara Occidental y la guerra de las Arenas.

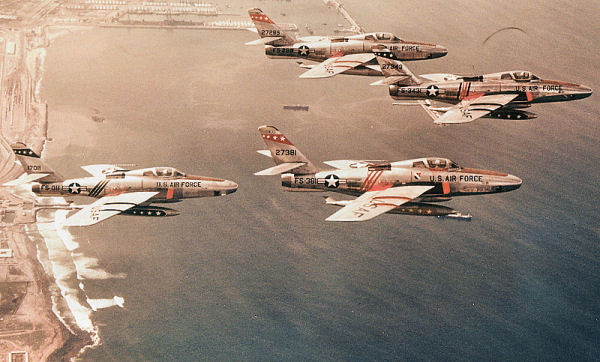
Caza Republic F-84F Thunderstreak de la USAF cerca de la base aérea americana de Nouasseur (1951-1963) empleada actualmente por la Marina Real de Marruecos.

Hasán tomó el control personal del gobierno como primer ministro, y nombró un nuevo gabinete. De diciembre de 1962 data  la primera constitución de Marruecos, que fue aprobada abrumadoramente en un referéndum. En virtud de sus disposiciones, el poder ejecutivo lo ostentaba Hasan II, considerado sagrado e inviolable. El poder legislativo fue conferido en un primer momento a un parlamento bicameral. Se garantizó un poder judicial independiente, en cuya cúspide se encontraba el Tribunal Superior, cuyo presidente era elegido por el rey. En mayo de 1963 se celebraron las primeras elecciones legislativas por primera vez con victoria del FDIC, y amplias mayorías Istiqlal en zonas rurales y de a UNFP en Casablanca, Rabat y Agadir. Se formó un gobierno de coalición, pero los ministros de Istiqlal dimitieron a los pocos meses. Desde entonces y hasta 1996 el Istiqlal y la UNFP han sido partidos de la oposición. 
La fragilidad del gobierno resultante propició que en junio de 1965, Hassan II asumiera plenos poderes legislativos, disolviendo el parlamento bajo un estado de excepción que permaneció en vigor hasta 1970. 
La Constitución de Marruecos se reformó hasta en cinco ocasiones de 1970 a 1996. La de 1970 supuso nuevas elecciones y un parlamento con facultades limitadas. Sin embargo, la disidencia permaneció, girando en torno a quejas de corrupción generalizada y malversación en el gobierno. La inestabilidad se tradujo en dos intentos de golpe de Estado militar, que tenían como objetivo acabar con la vida del rey en 1971 (golpe de Estado de Sjirat) y 1972 (operación Buraq).
En 1963 comenzó la guerra de las Arenas contra Argelia, país independizado de Francia en 1962. El motivo fueron las disputas territoriales en el área de Tinduf y las minas de hierro de Gara Djebilet. El conflicto terminó después de la mediación de la Organización para la Unidad Africana, sin cambios territoriales.
En 1969 el enclave español de Ifni fue cedido a Marruecos. Desde la independencia de Marruecos, uno de los motivos recurrentes de las disputas entre España y Marruecos ha sido la reclamación nacionalista del Gran Marruecos sobre Ceuta, Melilla, las plazas de soberanía e incluso Canarias.
En la Constitución de 1972, la Administración obtuvo la capacidad de elegir a un tercio de los diputados y los partidos de la oposición volvieron a mostrar su rechazo, con escaso resultado. Durante este año, el rey ganó popularidad por el envío de tropas, tanques y aviación marroquí al frente del Sinaí tras el estallido de la guerra de Yom Kipur para luchar en el lado de Egipto y Siria.

#### Invasión del Sahara Español: Marcha Verde
El 16 de octubre de 1975 Tribunal Internacional de Justicia emitió una opinión no vinculante acerca del estatus del Sahara español. Indicó que la región no era terra nullius (tierra de nadie) antes de la colonización española, ni que Marruecos tuviera actividad o control efectivo sobre el Sahara Occidental. Ésta se emitió a petición de Hassan II, negaba cualquier vínculo de soberanía y reconocía el derecho a la autodeterminación.Duranta la crisis del final de la dictadura de Franco, en 1975 España comunicó a la ONU la intención de celebrar un referéndum de autodeterminación en el Sahara Español en 1975, quien así lo dispuso en su resolución 3458 B del 10 de diciembre de 1975.

Muros marroquíes en el territorio del Sahara Occidental, durante la guerra del Sahara Occidental (1975-1991). En amarillo, el territorio bajo control del Frente Polisario.

En un contexto prebélico, el 28 de octubre España comenzó la operación Golondrina para la evacuación de Mahbes, Edchera y Hausa, donde en agosto se había producido un ataque del FLU. La operación consistía en la salida del Sahara de un total de 10.000 civiles, 7.000 militares y miles toneladas de equipo y vehículos.
El 6 de noviembre de 1975 Marruecos invadió la frontera norte del Sahara español mediante la Marcha Verde (organizada por el rey Hassan II de Marruecos con el respaldo efectivo pero no oficial de EE. UU.), sin llegar hasta las posiciones de los militares españoles. Días después, el 14 de noviembre de 1975, España firmó los Acuerdos de Madrid. Se estableció entonces una administración temporal tripartita constituida por España, Marruecos y Mauritania. Esta toma de posesión del territorio no es reconocida por la ONU o la RASD, considerando la ONU que es legalmente un territorio no autónomo (considerado aún no descolonizado) sin autoridad administrativa. 

#### Guerra del Sahara Occidental 1975-1991

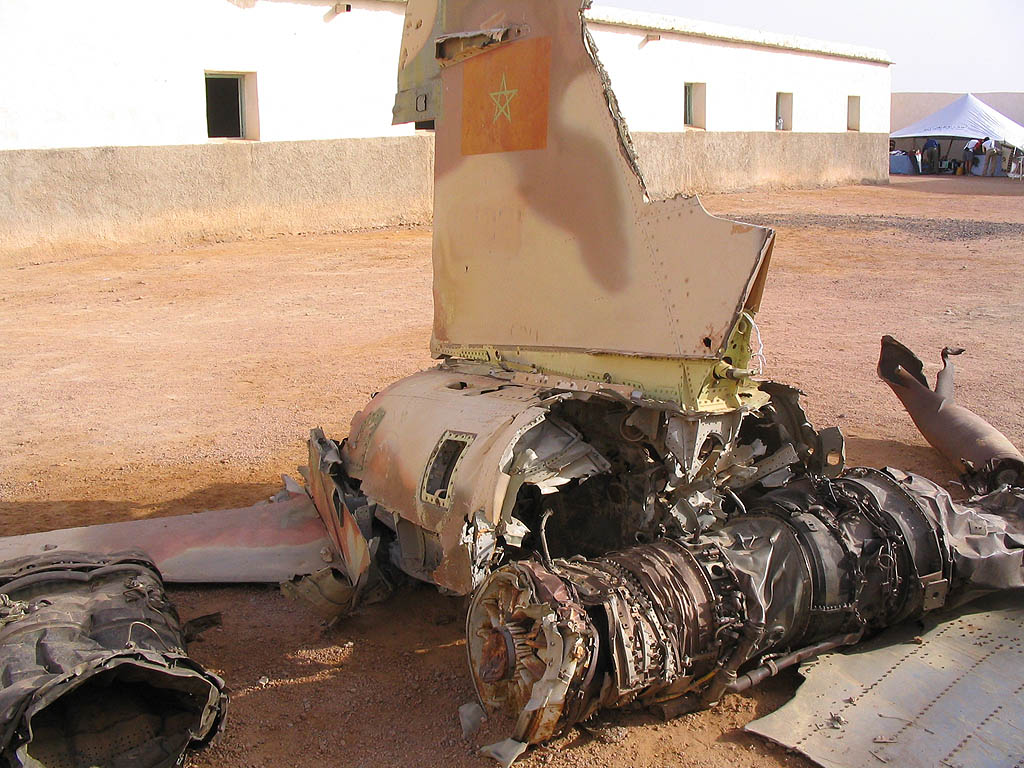
Restos de un caza marroquí derribado en Tifariti durante la Guerra del Sahara Occidental (1975-1991).

Desde la ocupación del Sahara, denominado provincias meridionales, Marruecos sostuvo la guerra del Sahara Occidental contra el Frente Polisario, financiado por Argelia y la Libia de Muamar el Gadafi, entre otros.La base de operaciones del Frente Polisario y su ejército se situó desde un primer momento en Tinduf, Argelia. El principal interés radicaba en el control de las fabulosas minas de FosBucraa y, en menor medida, el banco pesquero canario sahariano. En 1979 la Junta Militar de Mauritania cedió su territorio en el Sahara Occidental denominado Tiris al-Gharbiyya al Frente Polisario por el Acuerdo de Argel. Sin embargo, Marruecos logró tomar el control efectivo de este territorio.

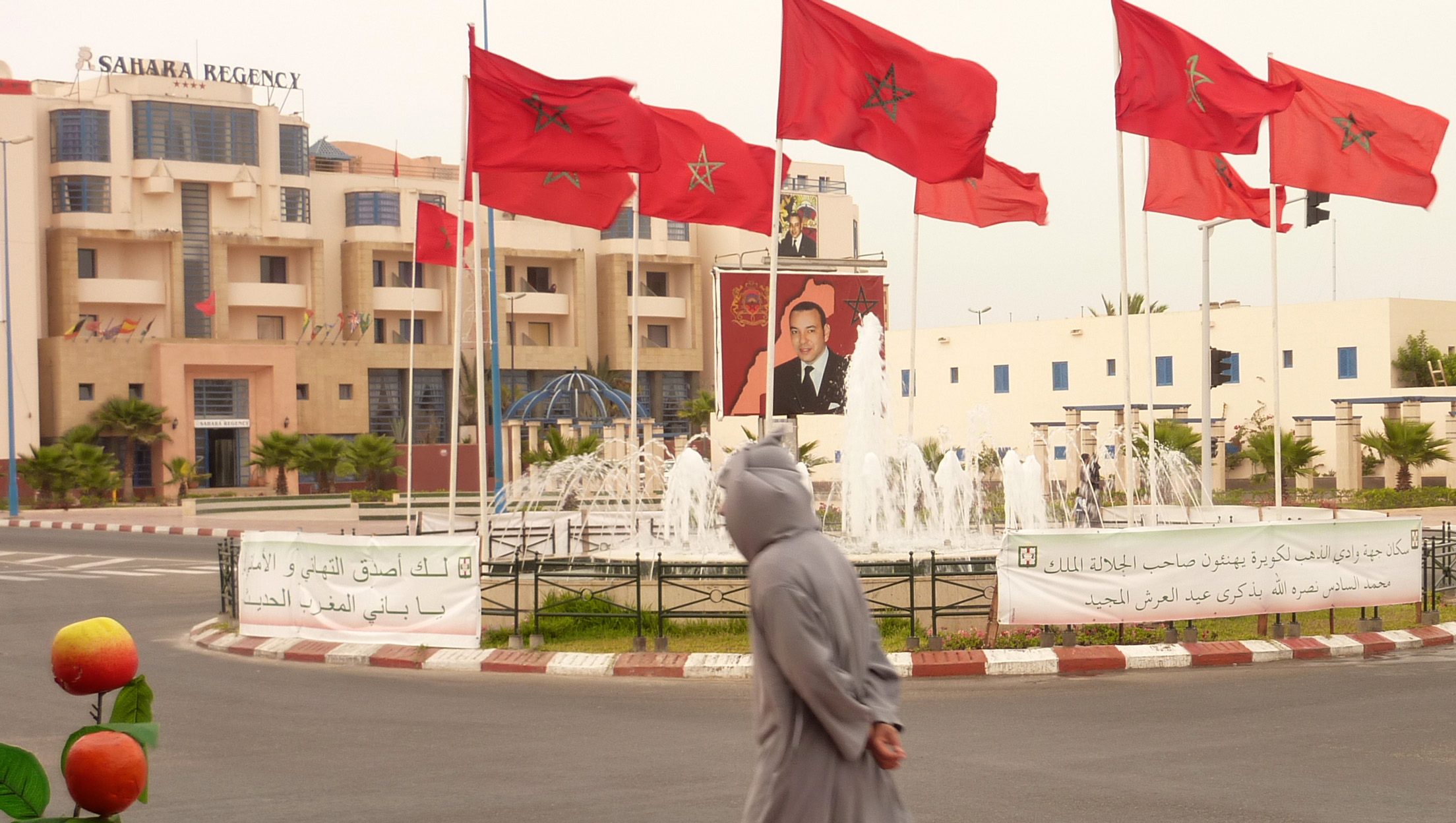
Dajla en el territorio ocupado por Marruecos del Sahara Occidental, anterior Villa Cisneros en época española.

En 1980 Marruecos lleva a cabo una nueva táctica de guerra con el inicio de la construcción del muro rodeado de campos de minas terrestres impulsado por el general Ahmed Dlimi, para proteger Bucraa, El Aaiún y su puerto y Esmara.Este muro se ha ido ampliando hasta 2020 hasta la frontera con Mauritania en Guerguerat. En 1984 Marruecos se retiró de la Organización para la Unidad Africana por su defensa de los argumentos de la RASD. En 1988 se negoció un plan de arreglo con la mediación de las Naciones Unidas y un plan de cese al fuego entró en vigor en 1991. En virtud de este acuerdo se cedió a la RASD el territorio de la Zona Libre al este del muro, limítrofe con Argelia y Mauritania. Aunque el Consejo de Seguridad de la ONU creó una fuerza de mantenimiento de la paz para implementar un referéndum sobre la autodeterminación para el Sáhara Occidental, aún no se ha celebrado, las negociaciones periódicas han fracasado y el estatuto del territorio sigue sin resolverse.

#### Últimos años de reinado de Hassan II
Los ajustes económicos para hacer frente a las necesidades de financiación internacional por el FMI y el Banco Mundial provocaron disturbios en Casablanca (1981) y en las poblaciones de Alhucemas, Nador, Tetuán y Alcazarquivir (1984). Desde finales de los años 70, el inicio de una política de reunificación familiar para los emigrantes en Francia supuso la emigración de familias al completo a Francia. Las facilidades otorgadas por el gobierno francés para el retorno a Marruecos no tuvieron éxito por la inestabilidad política, debilidad económica y falta de oportunidades. Las cifras de la adquisición de nacionalidad francesa, belga u holandesa superaron los 65.000 sólo en el año 1999.Dentro de la diáspora marroquí se encuentran personalidades como Gad Elmaleh (canadiense) o Jamel Debbouze (francés). Además, en 1988 comenzó la inmigración ilegal a Europa, mediante el uso de pateras a través del estrecho de Gibraltar con destino a las costas españolas. 

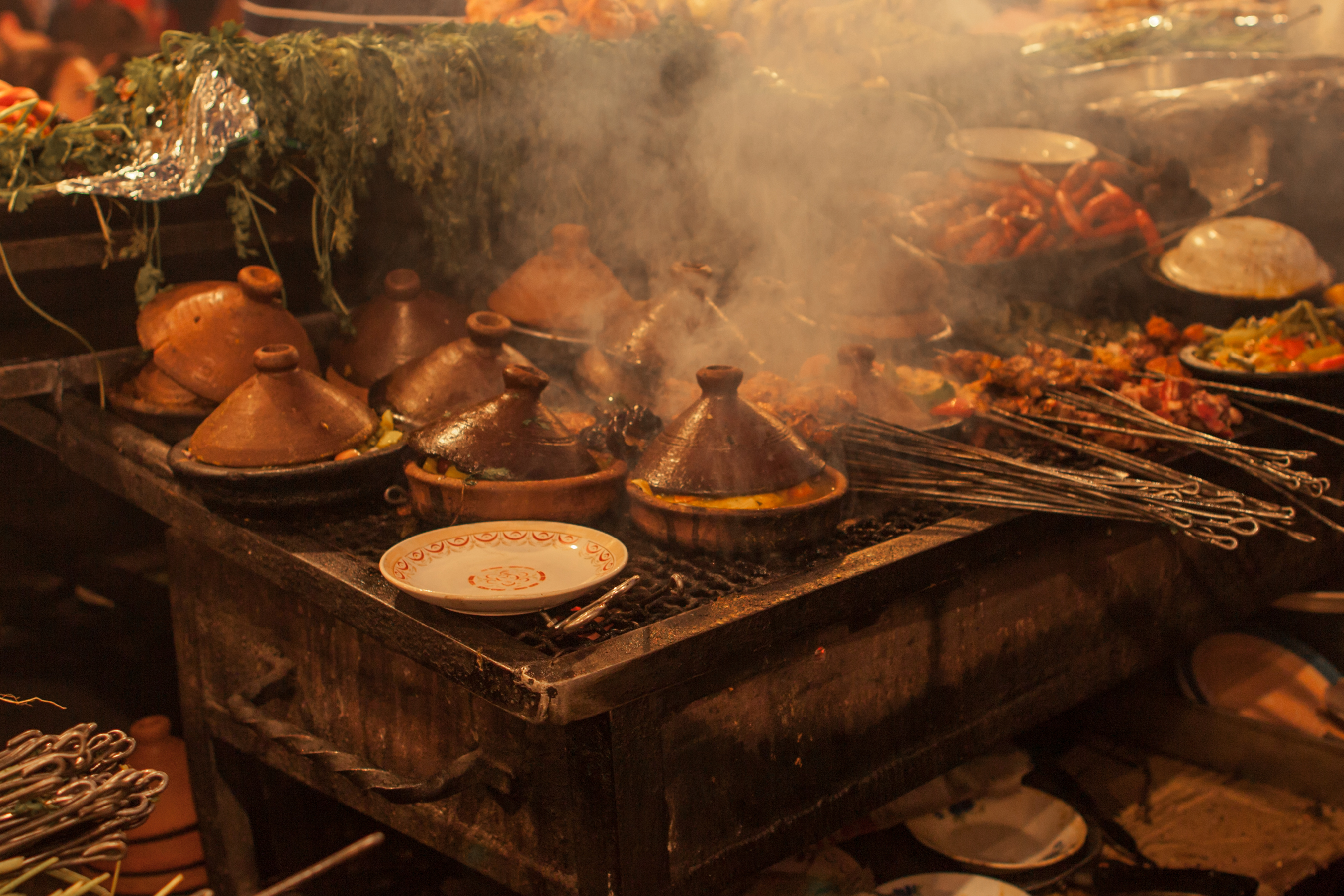
Plaza Yemaa el Fna en Marrakech.

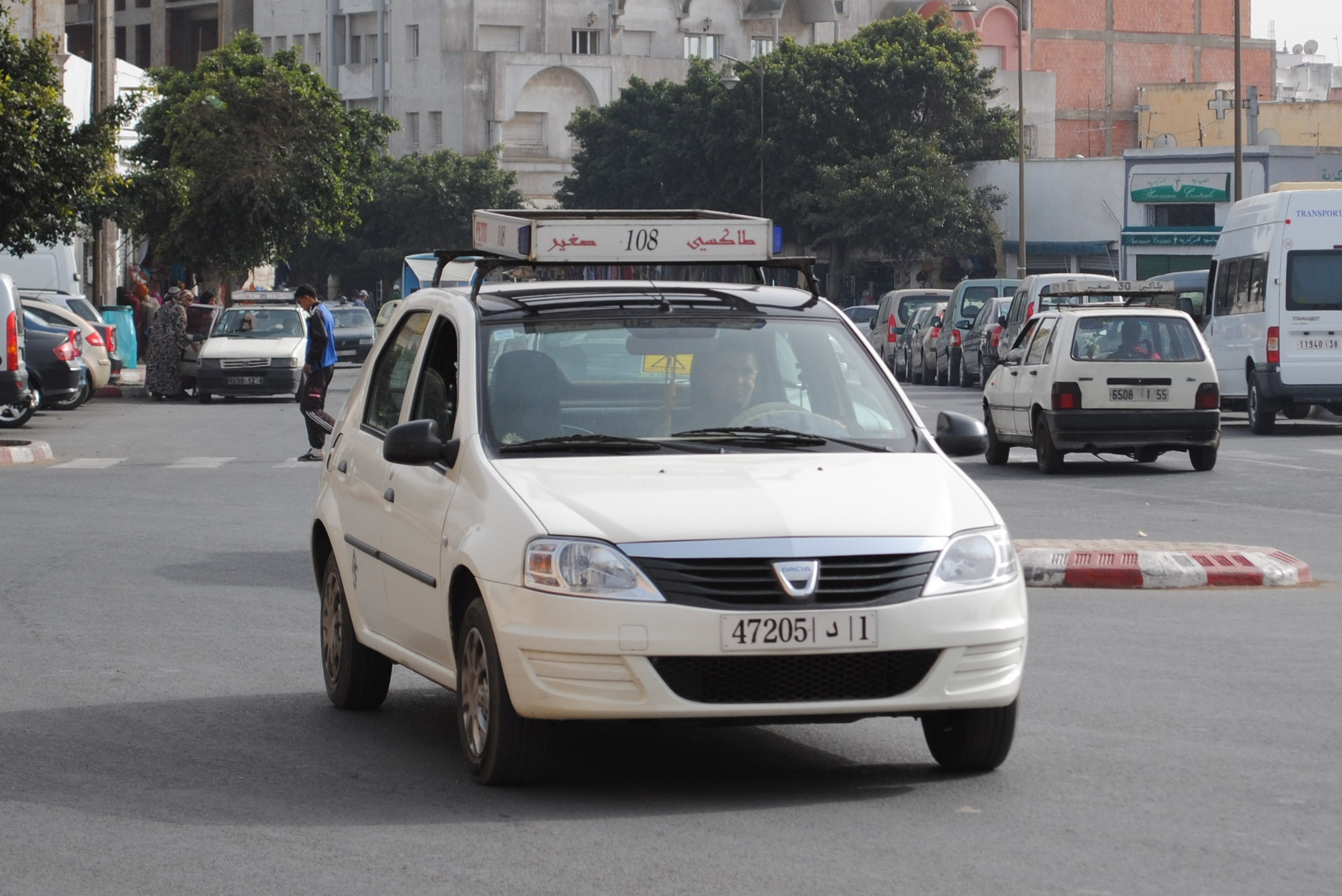
Taxi Dacia Logan en Jadida (2012), de la fábrica de SOMACA de Casablanca.

En abril de1994 Marrakech acogió la cumbre fundacional de la Organización Mundial del Comercio. La frontera terrestre entre Argelia y Marrucos quedó cerrada por el conflicto diplomático entre ambos países a consecuencia del atentado terrorista del hotel hotel Atlas Asni de Marrakech en agosto de 1994.  
Se realizaron amnistías de presos políticos en 1994 y 1996. En 1995 se reconoció la enseñanza en bereber. Finalmente, las reformas políticas graduales en los años 1990 culminaron en la reforma constitucional de 1996, que creó una nueva legislatura bicameral con poderes ampliados, aunque limitados. La totalidad del parlamento se comenzó a elegir por sufragio universal, y se creó una cámara de consejeros (especie de senado) cuyos miembros son elegidos por las comunidades, ayuntamientos, regiones, sindicatos y asociaciones profesionales. Las elecciones de 1997 arrojaron una gran división política: el partido más votado consiguió el 13,8 % de los votos, afectadas por irregularidades.Además, en 1997 se inauguró la presa de Al Wahda, la segunda mayor de África. 

### Reinado de Muhammad VI (desde 1999)
Con la muerte del rey Hasán II de Marruecos en 1999, el príncipe heredero, más liberal que su padre, Sidi Muhammad, subió al trono, asumiendo el título de Muhammad VI. Realizó sucesivas reformas para modernizar Marruecos, y el historial de derechos humanos del país mejoró notablemente. Uno de los primeros actos del nuevo rey fue liberar a aproximadamente 8000 presos políticos y reducir las sentencias de otros 30 000. También estableció una comisión para indemnizar a las familias de los activistas políticos desaparecidos y otros sometidos a detención arbitraria.
En marzo del año 2000, grupos de mujeres organizaron manifestaciones en Rabat proponiendo reformas a la condición jurídica de la mujer en el país. Unas 200 000 o 300 000 mujeres asistieron, pidiendo la prohibición de la poligamia, y la introducción de la ley de divorcio civil. A pesar de que una contra-manifestación atrajo entre 200 000 y 400 000 participantes, el movimiento influyó en el rey Muhammad, y promulgó una nueva Mudawana, o ley de familia, a principios de 2004, para satisfacer algunas de las demandas de activistas por los derechos de las mujeres.

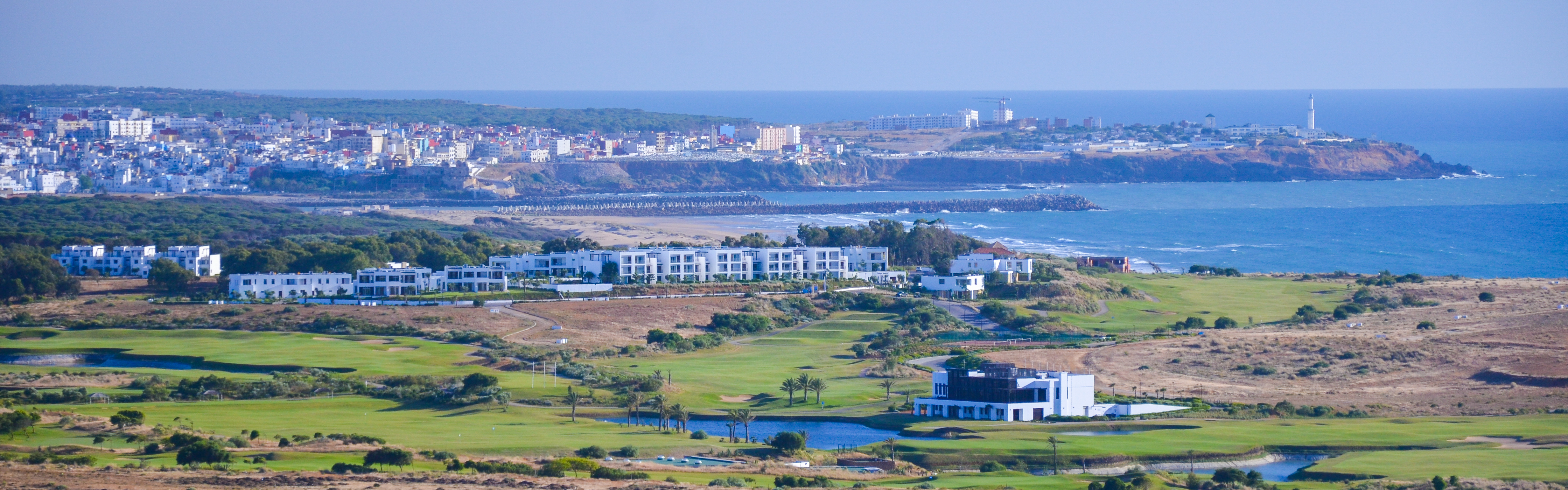
Instalaciones turísticas en Larache (2014)

En julio de 2002, estalló el Incidente de la isla de Perejil, una crisis con España por una pequeña isla deshabitada situada a menos de 200 metros de la costa marroquí, llamada Toura o Leila por los marroquíes y Perejil por España. Después de la mediación de los Estados Unidos, tanto Marruecos como España acordaron volver al statu quo, bajo el cual la isla permanece desierta.

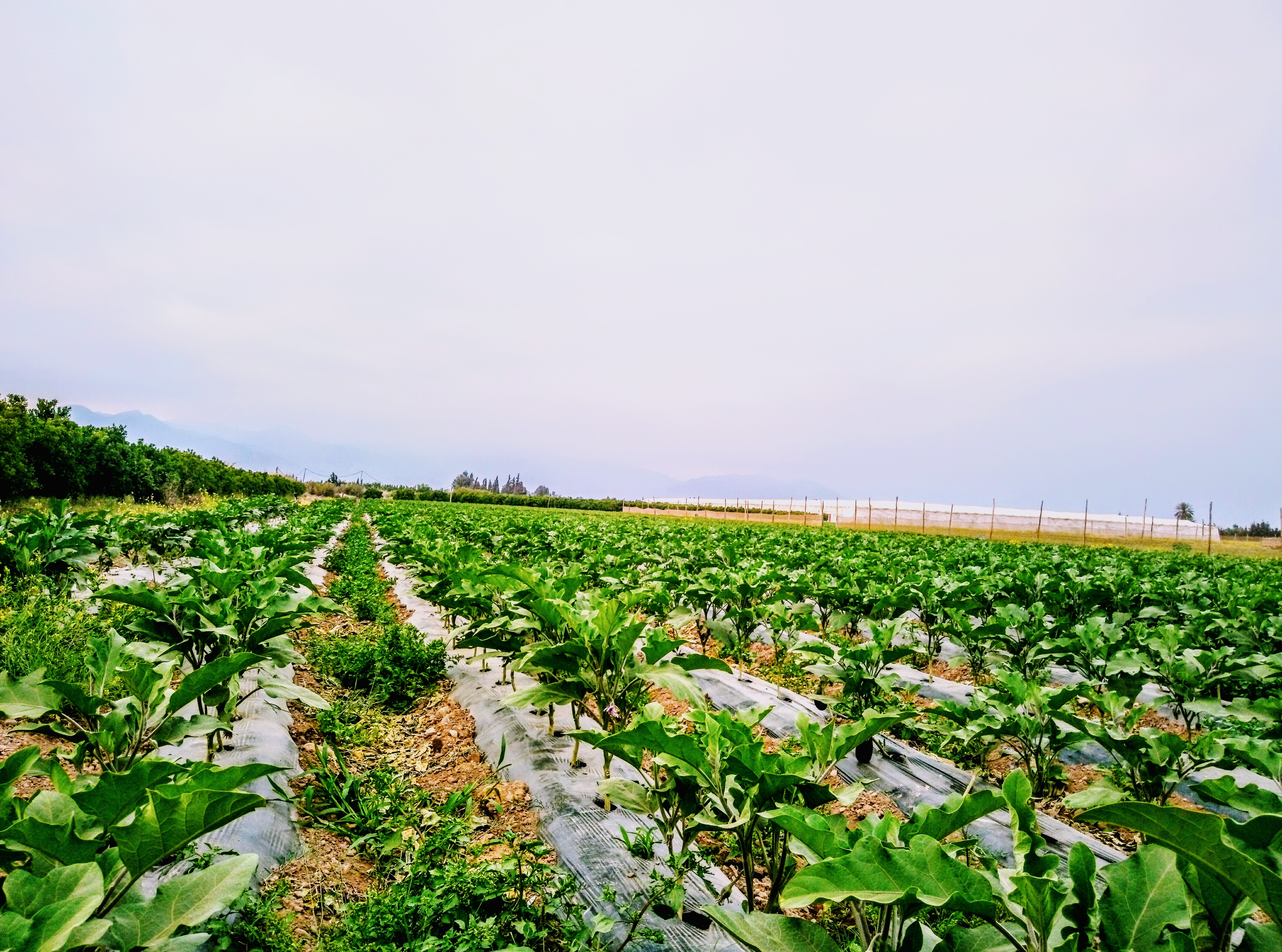
Campos agrícolas en Taroudant

En septiembre de 2002, se celebraron nuevas elecciones legislativas y la Unión Socialista de Fuerzas Populares (USFP) ganó una mayoría. Los observadores internacionales consideraron las elecciones libres y justas, señalando la ausencia de las irregularidades que habían plagado las elecciones de 1997. En mayo de 2003, en honor al nacimiento de un hijo, el rey ordenó la liberación de 9000 prisioneros y la reducción de 30 000 penas. También en 2003, la enseñanza del idioma bereber se introdujo en las escuelas primarias, antes de introducirla en todos los niveles educativos.
A nivel internacional, Marruecos ha mantenido fuertes lazos con Occidente. Fue uno de los primeros estados árabes e islámicos en denunciar los atentados del 11 de septiembre de 2001 contra los Estados Unidos. En mayo de 2003 se produjeron los atentados suicidas yihadistas de Casablanca, con objetivos simbólicos del centro de la ciudad. Hubo 45 muertos y más de 100 heridos. El gobierno marroquí respondió con una represión contra extremistas islámicos, en última instancia arrestó a varios miles, procesó 1200, y sentenció a cerca de 900. Las detenciones adicionales siguieron en junio de 2004. Ese mismo mes, los Estados Unidos designaron a Marruecos un importante aliado de la OTAN, declarando que era un reconocimiento a sus esfuerzos para frustrar el terrorismo internacional. En abril de 2011 tuvo lugar el atentado de Marrakech contra una zona turística de la ciudad. En junio Marruecos aprobó una nueva constitución. La lacra del terrorismo actuó en Marruecos también en 2018, y la agencia de inteligencia marroquí del DGST ha cooperado en numerosas ocasiones con las autoridades españolas para luchar contra el adoctrinamiento terrorista de sus ciudadanos en Europa.

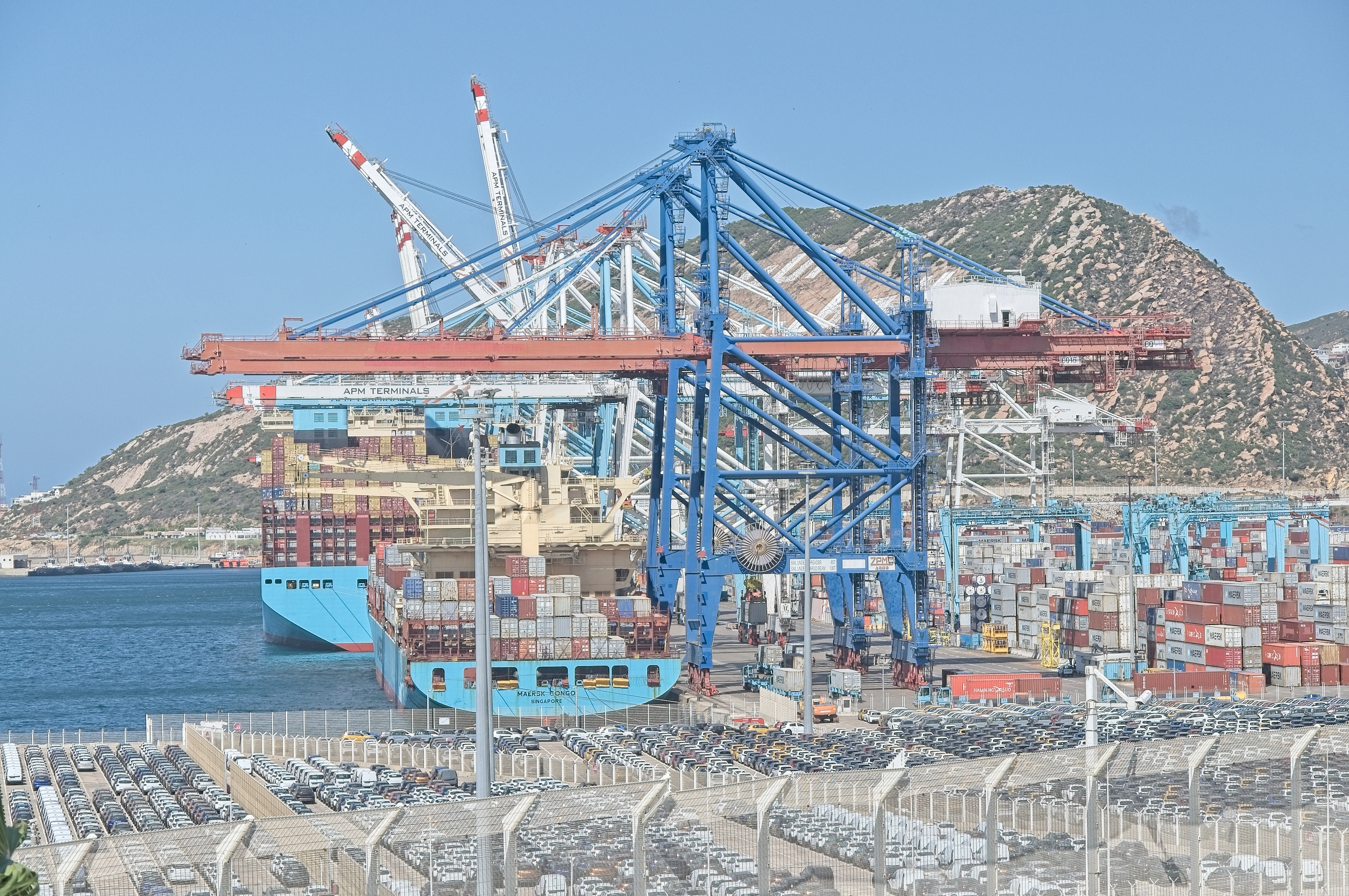
Portacontenedores en Tánger Med (2023)

Planta solar de Nur Uarzazat (2016)

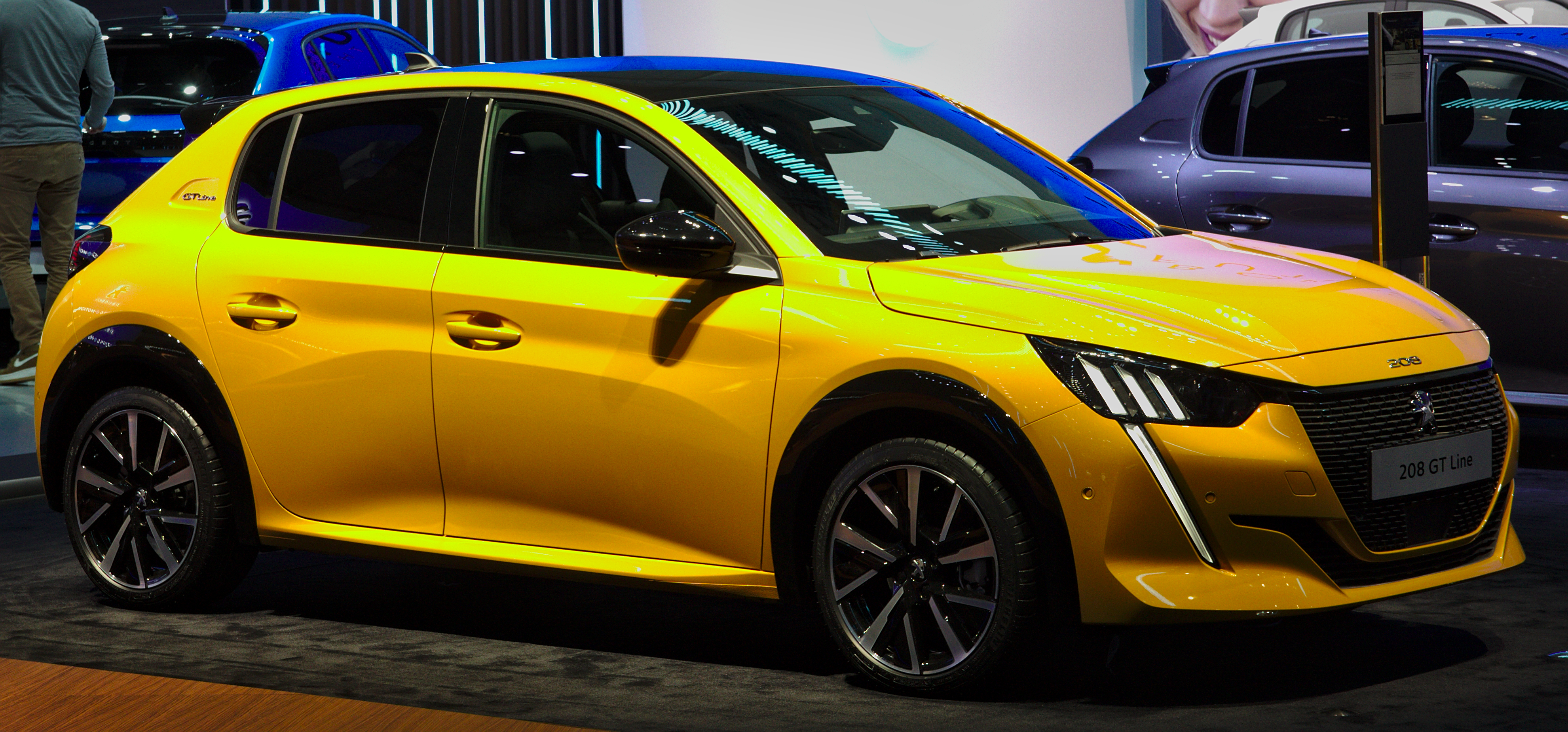
Peugeot 208 de la fábrica Stellantis de Kenitra

El 1 de enero de 2006 entró en vigor un amplio acuerdo bilateral de libre comercio entre los Estados Unidos y Marruecos. El acuerdo se firmó en 2004 junto con un acuerdo similar con la Unión Europea, principal socio comercial de Marruecos, donde Francia y España representan los principales socios comerciales.
En 2010 Groupe ONA fue absorbida por el holding Al Mada, propiedad de la casa real alauí, el holding SIGER de Mohamed VI y el Estado marroquí, que comprende participaciones en todos los sectores económicos de Marruecos como el banco Attijariwafa, los supermercados Marjane, la minera Managem, y la cementera Lafargeholcim Maroc, entre otros.
Al calor de las protestas de la Primavera Árabe tuvieron lugar las manifestaciones marroquíes de 2011 que pedía avances en reformas democráticas, sociales y económicas. En esta época, y hasta la actualidad, sigue empleándose Marruecos como punto de partida de las rutas del tráfico de inmigrantes ilegales desde el África francófona (Guinea Conakri, Malí o Costa de Marfil) a la Unión Europea a través de las costas españolas de la península y Canarias. 
En el ámbito de las infraestructuras, en 2010 se inauguró el parque eólico de Dahr Saadane (Tánger) y en 2014 el de Tarfaya, siendo ambos de los mayores del continente,y en 2016 la planta solar de Nur Uarzazat.
En el ámbito diplomático, el 10 de diciembre de 2020 el presidente de los EEUU Donald Trump reconoció la soberanía de Marruecos sobre el Sahara Occidental.También en diciembre de 2020 Marruecos reconoció a Israel, siendo presidente Saadeddine Othmani. El presidente del gobierno de España Pedro Sánchez se mostró a favor de la soberanía de Marruecos sobre el Sahara Occidental en marzo de 2022.
En diciembre de 2022 se destapó el escándalo de corrupción de Marruecos en el Parlamento Europeo o Marocgate. En enero de 2023 el Parlamento Europeo pidió la restricción de representantes marroquíes a las sedes de la Eurocámara. Además, se pidió a Marruecos que respetara la libertad de prensa y la liberación de periodistas, como Omar Radi, y presos políticos encarcelados.
En la actualidad (2023) Marruecos es la quinta economía africana, y más de la mitad de su comercio depende de la Unión Europea. Sus principales productos de exportación son agrícolas, de la industria de la automoción y mineros (fosfatos). En cuanto a los ingresos, en 2013 la remesas de inmigrantes y fondos de la UE suponían el 40% del PIB y en 2022 sólo las remesas representaron el 8% del PIB. La población emigrante marroquí sigue eligiendo Francia como destino preferente, seguido de España e Italia.
En septiembre de 2023 se registró el terremoto de Marrakech-Safí.